# Piombino
Piombìno (AFI: [pjomˈbino]) è un comune italiano di 32 395 abitanti della provincia di Livorno  in Toscana.
Centro principale della Val di Cornia e principale polo dell'industria siderurgica della regione, è tra i più importanti porti italiani per traffico passeggeri.
La città conserva testimonianze del suo passato, dalle origini etrusche al Principato di Piombino di cui era la capitale; la sua lunga storia è sintetizzabile nei monumenti architettonici e nelle opere d'arte che si conservano nel centro storico, alla cui realizzazione contribuirono anche Leonardo da Vinci e Andrea Guardi.

## Geografia fisica

### Territorio

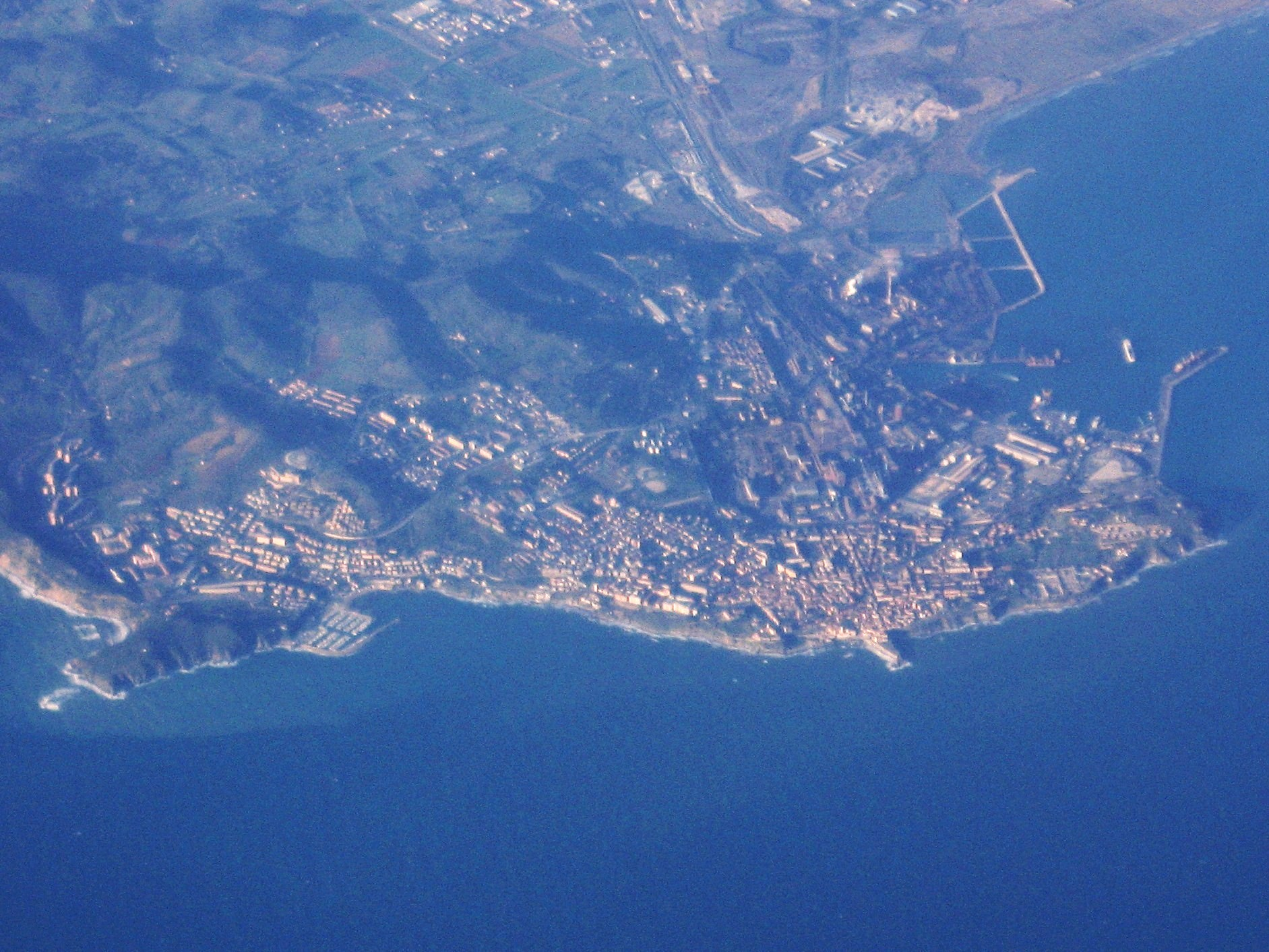
Veduta aerea della città di Piombino

La città è posta nel tratto di costa sud della Toscana, all'estremità meridionale sull'omonimo promontorio (m. 21), a sud del monte Massoncello (286 m) e chiusa ad est dal monte Vento; è separata dall'isola d'Elba dal canale di Piombino, largo 10 km, che costituisce il tratto di mare che segna il confine orientale tra mar Ligure e mar Tirreno; il litorale all'estremità settentrionale del territorio comunale, che coincide col golfo di Baratti, si affaccia sul mar Ligure, mentre il litorale sud-orientale si affaccia sul mar Tirreno e coincide col tratto nord-occidentale del golfo di Follonica. Nelle vicinanze del golfo era presente il Lago di Piombino o Padùle di Piombino, in seguito prosciugato. A livello litoraneo, la città si trova lungo la costa degli Etruschi, corrispondente all'incirca alla provincia di Livorno; il suo territorio fa parte storicamente dell'antica Maremma Pisana, oggi denominata anche Maremma Livornese.
Il promontorio di Piombino, che è situato sul lembo di terra a nord dell'ampio golfo di Follonica, segna il confine geografico-morfologico orientale tra mar Ligure, a nord, e mar Tirreno, a sud, anche se nella comune percezione il confine tra i due mari viene spesso posto molto più a nord, tra Toscana e Liguria. La cima meridionale del promontorio è occupata da piazza Bovio, dalla quale con il cielo limpido si può ammirare tutto l'Arcipelago Toscano e la Corsica. Ad est, vicino al porto, si erge il Monte Vento, sul quale sino al XIX secolo sorgeva un mulino a vento, un'altura su cui si trova il semaforo di Piombino e la casa del Frasi, un casolare rurale del XIX secolo. In direzione nord si incontra la frazione di Gagno, toponimo che deriva dal latino ganeum («taverna»).
- Classificazione sismica: zona 4[8]

### Clima
Presso il dismesso semaforo di Piombino era attiva fino al 31 maggio 1959 la stazione meteorologica di Piombino del Servizio meteorologico dell'Aeronautica Militare, che era gestita dal personale della Marina Militare.
In base alle medie climatiche calcolate per il decennio 1946-1955, la temperatura media annua si attesta a 16 °C, con la temperatura media di gennaio di 8,8 °C e con la temperatura media di luglio di quasi 24 °C.
Le precipitazioni medie annue risultano piuttosto scarse, raggiungendo un valore medio annuo di 494,1 mm ed essendo distribuite in 62,3 giorni di pioggia medi annui; gran parte degli accumuli pluviometrici si verificano in autunno, mentre tra il periodo tardo invernale e le intere stagioni della primavera e dell'estate possono verificarsi periodi di siccità.
L'umidità relativa media annua si presenta piuttosto elevata per la componente marittima mediterranea che influenza il clima.
I venti prevalenti sono di grecale nel periodo compreso tra ottobre e marzo, di ostro nei mesi di aprile, maggio, agosto e settembre e di ponente a giugno e a luglio.
- Classificazione climatica: zona C, 1245 GR/G
- Diffusività atmosferica: alta, Ibimet CNR 2002

## Storia

### Età antica

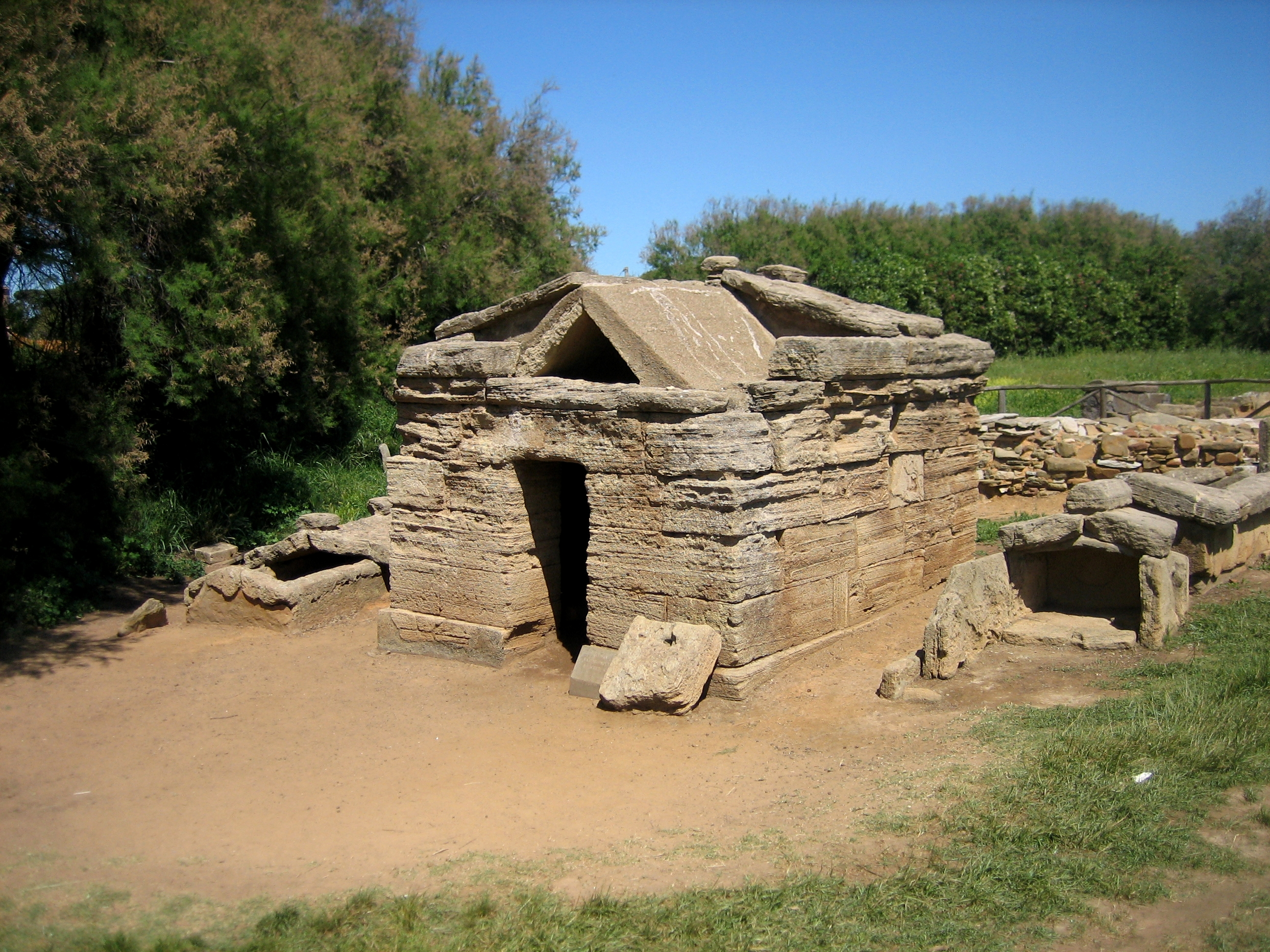
La tomba del bronzetto di offerente nella necropoli di San Cerbone

I primi insediamenti nel territorio risalgono almeno ai tempi degli Etruschi, quando, sul versante nord del monte Massoncello sul promontorio di Piombino, dove si trovava l'antico Porto Falesia, venne fondata Populonia, la città portuale più importante della Dodecapoli etrusca. Successivamente la zona fu romanizzata e per secoli seguì le sorti dell'Etruria romana. Nel 417 circa Rutilio Namaziano testimoniò la decadenza della zona nel De reditu suo, dove cita Populonia come città «morta», abbandonata dopo le invasioni barbariche del IV secolo. Il poeta descrisse anche il porto Falesia, citando per la prima volta il nucleo originario di Piombino, oggi Portovecchio.

### Alto medioevo
Sembra ormai accettato che il nome Piombino derivi da Populino, cioè piccola Populonia. Infatti Populonia è profondamente legata alla nascita di Piombino; durante il medioevo Populonia fu spesso attaccata e depredata. Populonia venne saccheggiata nel 546 da Totila, capo dei Goti; nel 573 la città subì l'ennesimo saccheggio, questa volta ad opera dei Longobardi, assalto che costrinse il vescovo Cerbone (San Cerbone) a rifugiarsi all'isola d'Elba. Infatti nonostante Populonia fosse ormai ridotta a piccolo centro e non fosse più l'antica gloriosa città etrusca, era la sede della diocesi. L'ultimo saccheggio subito dall'abitato è registrato nell'anno 809 ad opera degli orobiti, pirati di origine slava che vivevano sui monti del Peloponneso. Fu allora che i pochi abitanti fuggiaschi si spostarono presso il porto Falesia mettendo le basi a quella che sarebbe divenuta Piombino.
I secoli IX e X hanno lasciato scarse e frammentarie testimonianze.
Sulla base della toponomastica locale è stato suggerito che i profughi di Populonia abbiano trovato nella zona tarde sopravvivenze germaniche e precisamente Goti. Ciò spiegherebbe, ad esempio, il toponimo gotico Tolla, una collina nei pressi del porto di Piombino.

### L'egemonia della Repubblica di Pisa

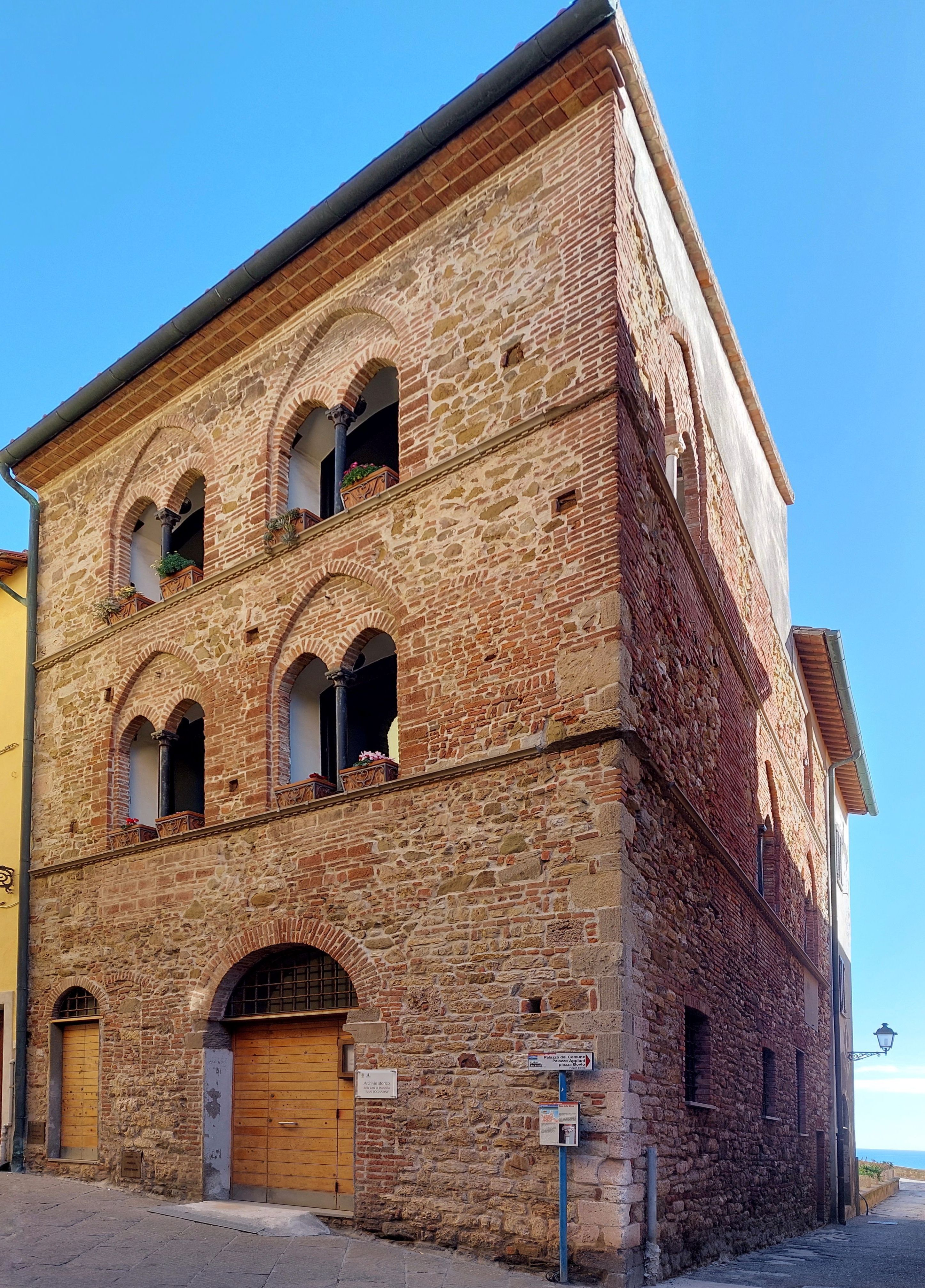
Casa delle Bifore

Nel 1022 venne fondato il monastero di San Giustiniano di Falesia nei pressi dell'omonimo porto Falesia, ad opera di sei monaci dell'ordine benedettino, figli del conte Tedice della nobile famiglia che successivamente verrà conosciuta come Della Gherardesca, dotandolo di cospicue rendite fondiarie; è da notare che la presenza del monastero favorì intorno ad esso l'attività di pescatori, naviganti e lavoratori, qua possiamo scorgere l'embrione di quella comunità che diverrà Piombino.
Nell'XI secolo, sul promontorio di Piombino erano presenti nella parte a nord i resti della città di Populonia e il ricco Monastero di San Quirico appartenente all'ordine benedettino; a sud il Monastero di San Giustiniano di Falesia, anch'esso benedettino e forse localizzato presso lo scomparso oratorio di Santa Maria di Faliegi, la Rocchetta e lo scalo del porto Falesia.
Uberto, abate del monastero di San Giustiniano, cedette in seguito parte dei beni del monastero all'Opera della Primaziale Pisana retta da Ildebrando degli Orlandi e da quel momento la città divenne soggetta alla repubblica pisana, ricoprendo il ruolo di secondo porto: si trattava del porto di Falesia, che prese successivamente il nome di Portovecchio nel 1466, quando fu costruito il Porticciolo della Marina.
L'abitato nato in prossimità del monastero, ormai città, divenne un porto fortificato strategico per gli interessi di Pisa, soprattutto come scalo nei traffici con le miniere dell'Isola d'Elba.

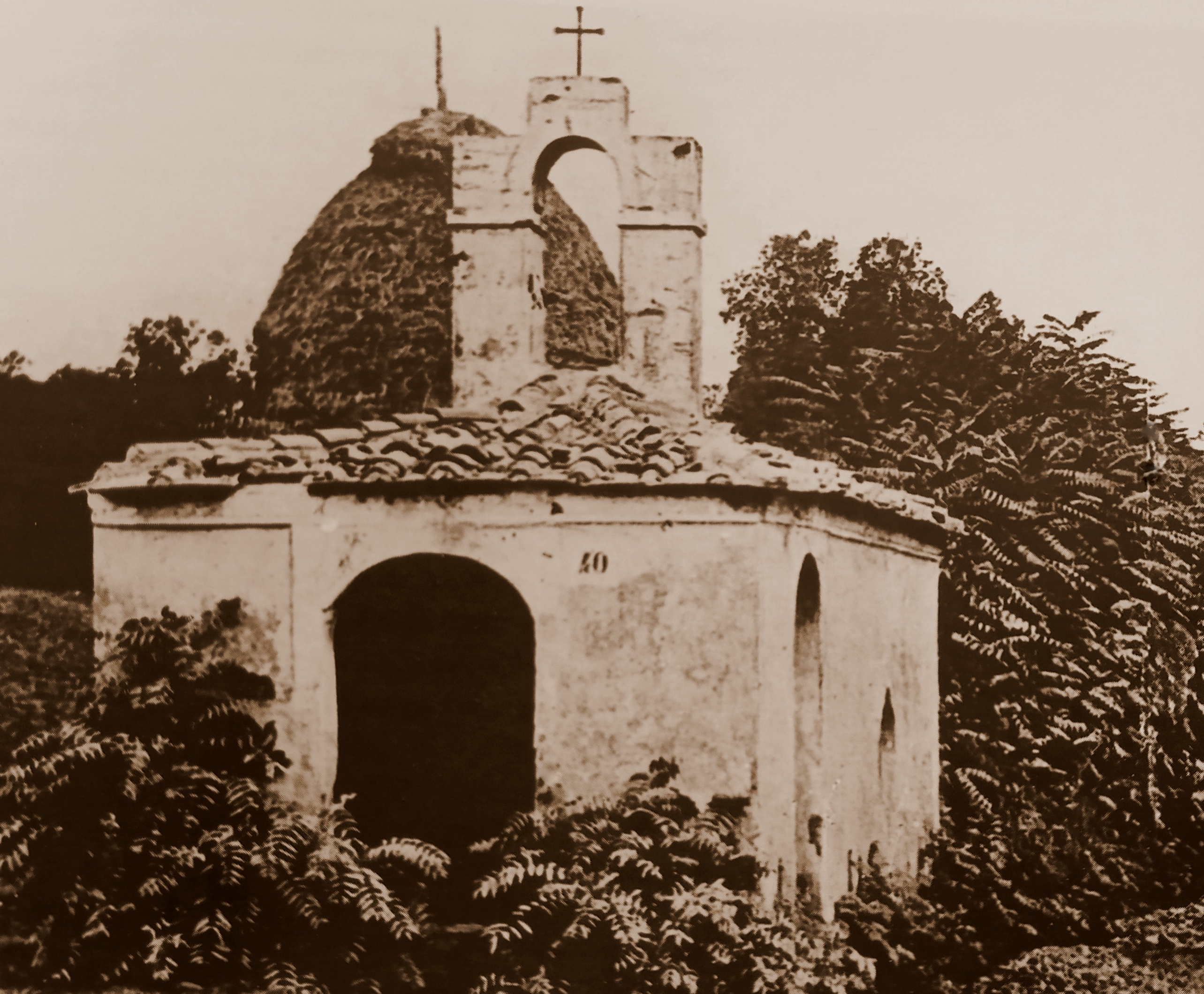
L'oratorio di Santa Maria di Faliegi alla fine del XIX secolo

Il nome Piombino è attestato nel 1114 nella forma Plumbinum e questo ha dato origine alla leggenda secondo la quale il nome deriva dal peso in piombo (in latino plumbum) da pagarsi come dazio portuale, leggenda che però non sembra avere fondamento storico. La città era cinta da mura, dove si aprivano due porte: la Porta a Mare (distrutta) e la Porta a Terra, tutt'oggi esistente.
Alla metà del secolo XII la cittadina dominata dall'abbazia si trasformò in libero comune con proprie istituzioni e regolamentazioni. Le rivalità tra la Repubblica di Pisa e quella di Genova portarono tra l'XI ed il XII secolo a conflitti che videro Piombino presa e saccheggiata dai Genovesi.
In questo periodo la città fu sotto l'amministrazione di un governatore civile e militare della Repubblica di Pisa, che portava il titolo di Capitano.
Nel 1248, durante il governo di uno di questi Capitani, Ugolino Arsopachi, vennero costruiti i Canali di marina. Nel 1376 Papa Gregorio XI visitò Piombino, nel suo viaggio da Avignone a Roma.

### Dalla Signoria al Principato di Piombino

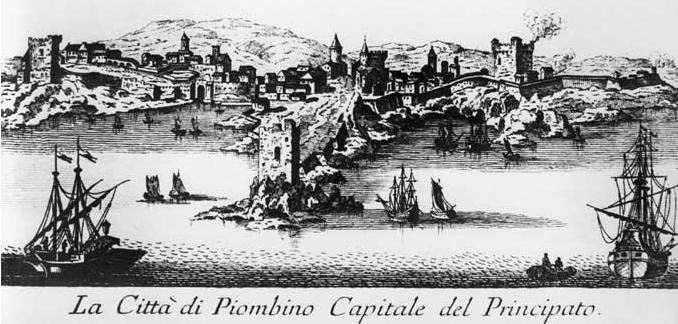
Incisione raffigurante il Principato di Piombino, XVII secolo. Si noti la Rocchetta sul promontorio che diverrà piazza Bovio

Nel 1399 Gherardo Leonardo Appiano, ceduta Pisa che la famiglia possedeva dal 1392 ai Visconti di Milano per 200 000 fiorini, riservò per sé e i suoi successori Piombino, che il 19 febbraio del 1399 diveniva Signoria indipendente. Gherardo Appiano divenne anche signore di Populonia, Scarlino, Suvereto, Buriano, Badia al Fango e delle isole di Pianosa, Montecristo ed Elba ed edificò la propria residenza a Piombino nella Piazzerella (attuale piazza Bovio).
Erede ne fu il figlio Jacopo II Appiano, minorenne e quindi sotto tutela della madre, donna Paola Colonna: in questo periodo lo stato fu sotto la protezione di Firenze prima, di Siena poi, e infine nuovamente di Firenze.
Morti Jacopo e Paola, nel 1445 governò il principato la sorella Caterina Appiano sposata a Rinaldo Orsini, che divenne cosignore di Piombino fino alla morte nel 1450. Dopo questi seguì Emanuele Appiano (figlio di Jacopo I e fratellastro di Gherardo Leonardo Appiano), che lasciò poi al figlio Jacopo III, il quale incentivò nuove costruzioni militari.
A Jacopo III successe il figlio Jacopo IV, durante il cui governo (tra il 1501 e il 1503) Cesare Borgia occupò Piombino divenendone Signore; alla morte di Alessandro VI tutto tornò nelle mani dell'Appiano. Dopo questi furono signori Jacopo V e suo figlio Jacopo VI: tra il 1548 e il 1557 Cosimo I de' Medici Granduca di Toscana si impossessò dello Stato di Piombino, cedutogli dall'imperatore Carlo V.
Il figlio di Jacopo VI, Alessandro Appiano mantenne il potere per poco, ucciso in una congiura, e gli successe il figlio Jacopo VII, che nel 1594 ottenne il titolo di Principe dall'imperatore Rodolfo II d'Asburgo. Alla sua morte si aprì un periodo trentennale estremamente confuso, eccetto che durante il governo della principessa Isabella Appiano; dopo alterne vicende il principato nel 1634 venne ufficialmente concesso dall'imperatore Ferdinando II d'Asburgo e da Filippo IV di Spagna a Niccolò Ludovisi.
Nel 1706 il principato passò in via ereditaria ai Boncompagni.
Nel 1799 le truppe Francesi penetrano in Italia e nel 1805 Napoleone, assegnò il Principato, insieme a Lucca, alla sorella Elisa Bonaparte Baciocchi: nacque così il Principato di Lucca e Piombino.
Dopo la definitiva disfatta di Waterloo nel 1815, nonostante le richieste del principe Luigi I Boncompagni-Ludovisi di riavere la sovranità sullo stato, venne sancita l'annessione del territorio dell'ex-principato al Granducato di Toscana degli Asburgo-Lorena retto da Ferdinando III.

### Dal Congresso di Vienna al XX secolo

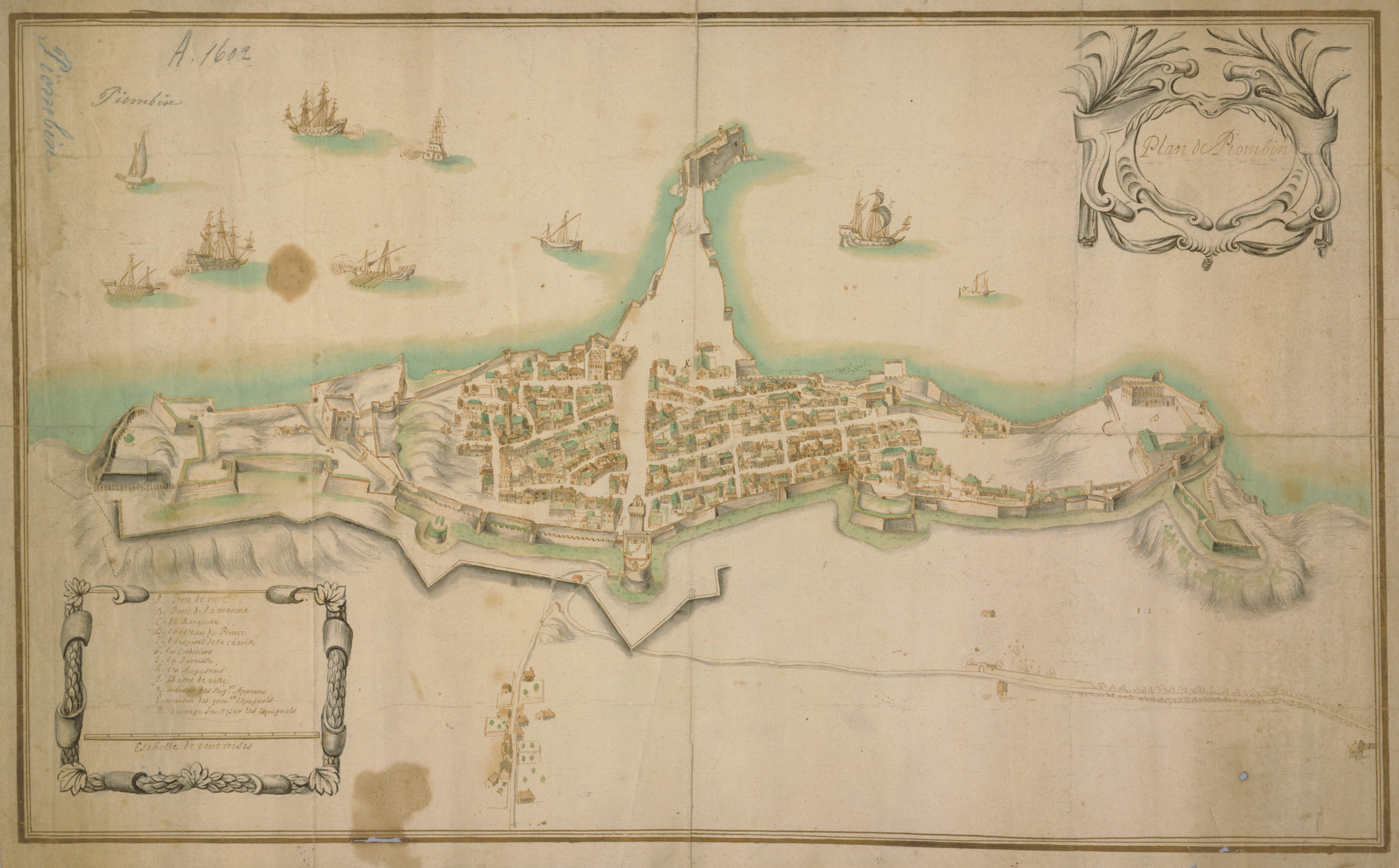
La città e le fortificazioni di Piombino nel XVIII secolo

Dopo la fine del Principato e l'annessione al Granducato, il territorio di Piombino fu inserito nel compartimento granducale di Pisa (i compartimenti granducali corrispondevano all'incirca alle odierne province toscane) per poi passare nel 1834 al compartimento di Grosseto.
Nel periodo tra il 1831-1832 iniziò la bonifica del padule di Piombino (lago di Piombino), voluta da Leopoldo II di Lorena.
Nel 1860 il Granducato di Toscana, e quindi anche il territorio dell'antico stato di Piombino, si unirono al regno d'Italia. Lo stesso anno la nuova provincia di Grosseto cedette Piombino e i comuni della Val di Cornia alla provincia di Pisa.
La rivoluzione industriale italiana mosse i suoi primi passi anche a Piombino. I primi insediamenti industriali si ebbero tra il 1860 e il 1870 e nel 1891, per iniziativa degli inglesi R. W. Spranger e J. H. Ramsay, venne impiantata la fabbrica Magona d'Italia. Nello stesso periodo si sviluppò la Società Anonima Alti Forni e Fonderie di Piombino, che qualche anno dopo si fuse con la Società Elba formando un potente trust siderurgico, che assunse dal 1918 la denominazione di Ilva. Piombino si avviava così a diventare uno dei maggiori centri industriali italiani.
Nel frattempo le mura vennero quasi totalmente demolite (1903) e la città si espanse oltre il nucleo del centro, verso la zona industriale, l'entroterra, e la zona marina di Salìvoli.
Con l'avvento del Fascismo tutte le funzioni in precedenza svolte dal sindaco, dalla giunta e dal consiglio comunale vennero trasferite ad un podestà. Nell'ottica fascista di un riordinamento amministrativo, nel 1925, per interessamento personale del gerarca Costanzo Ciano, nativo di Livorno, Piombino e molte altre località limitrofe della Val di Cornia e delle zone vicino Cecina vennero inserite nella Provincia di Livorno, ampliandola considerevolmente. In tale occasione Piombino divenne capoluogo del nuovo circondario omonimo.

### Seconda guerra mondiale
Piombino durante la seconda guerra mondiale subì pesanti bombardamenti essendo sede di importanti industrie siderurgiche. La Battaglia di Piombino, del 10 settembre 1943, è ritenuta dagli storici una delle prime pagine della Resistenza italiana.
I bombardamenti segnarono profondamente la città, obbligando la cittadinanza a trovare rifugio nelle campagne della Val di Cornia. Si salvarono alcune parti delle fortificazioni medievali e alcuni monumenti di valore ambientale e architettonico nei quartieri affacciati sul mare.

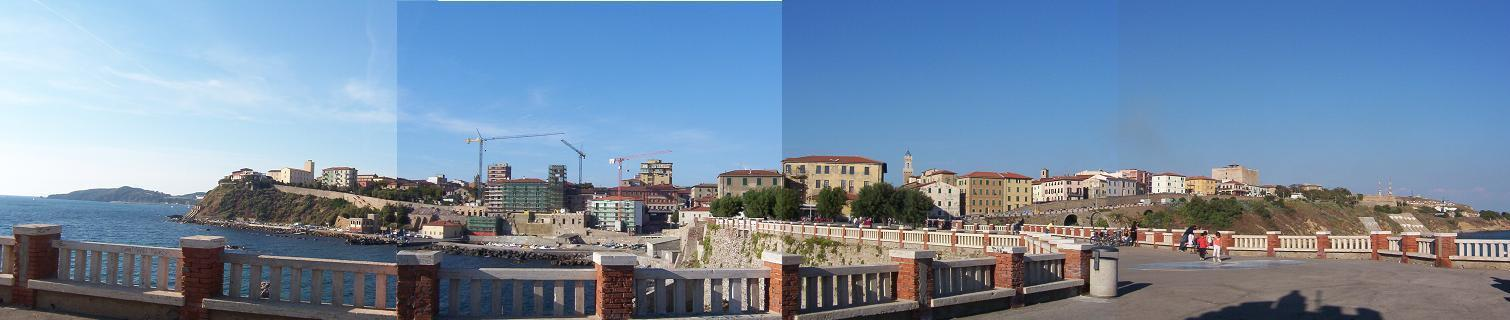
Centro storico visto da piazza Bovio. L'edificio più alto sulla destra è il Castello di Piombino

### Simboli
La testimonianza pittorica più antica che si conosca risale al XV secolo e riporta i colori argento-bianco e rosso, colori della famiglia Appiani; nell'Ottocento si aggiunsero il verde e l'oro.
Nello scudo sono raffigurati un fortilizio con tre torri e una chiesa simbolo della città; ai lati appaiono due ramoscelli, uno di alloro e l'altro di quercia, uniti alla base. Sopra lo scudo si trova la corona, che indica in araldica il titolo di città, conferitole con Regio Decreto nel 1927. Lo scoglio in basso e il mare simboleggiano l'identità di città marinara.

### Onorificenze
Il 28 luglio 2000 la Città di Piombino è stata insignita dal Presidente della repubblica Carlo Azeglio Ciampi della Medaglia d'Oro al Valor Militare per la Battaglia di Piombino; Piombino fa parte delle Città decorate al Valor Militare per la Guerra di Liberazione. In Toscana, solo la città di Firenze e le province di Massa Carrara e Arezzo condividono questa decorazione. In precedenza, Piombino era stata insignita della medaglia d'argento il 23 marzo 1978.

## Monumenti e luoghi d'interesse
Nel centro storico della città sono presenti numerose testimonianze architettoniche del passato.

### Architetture religiose

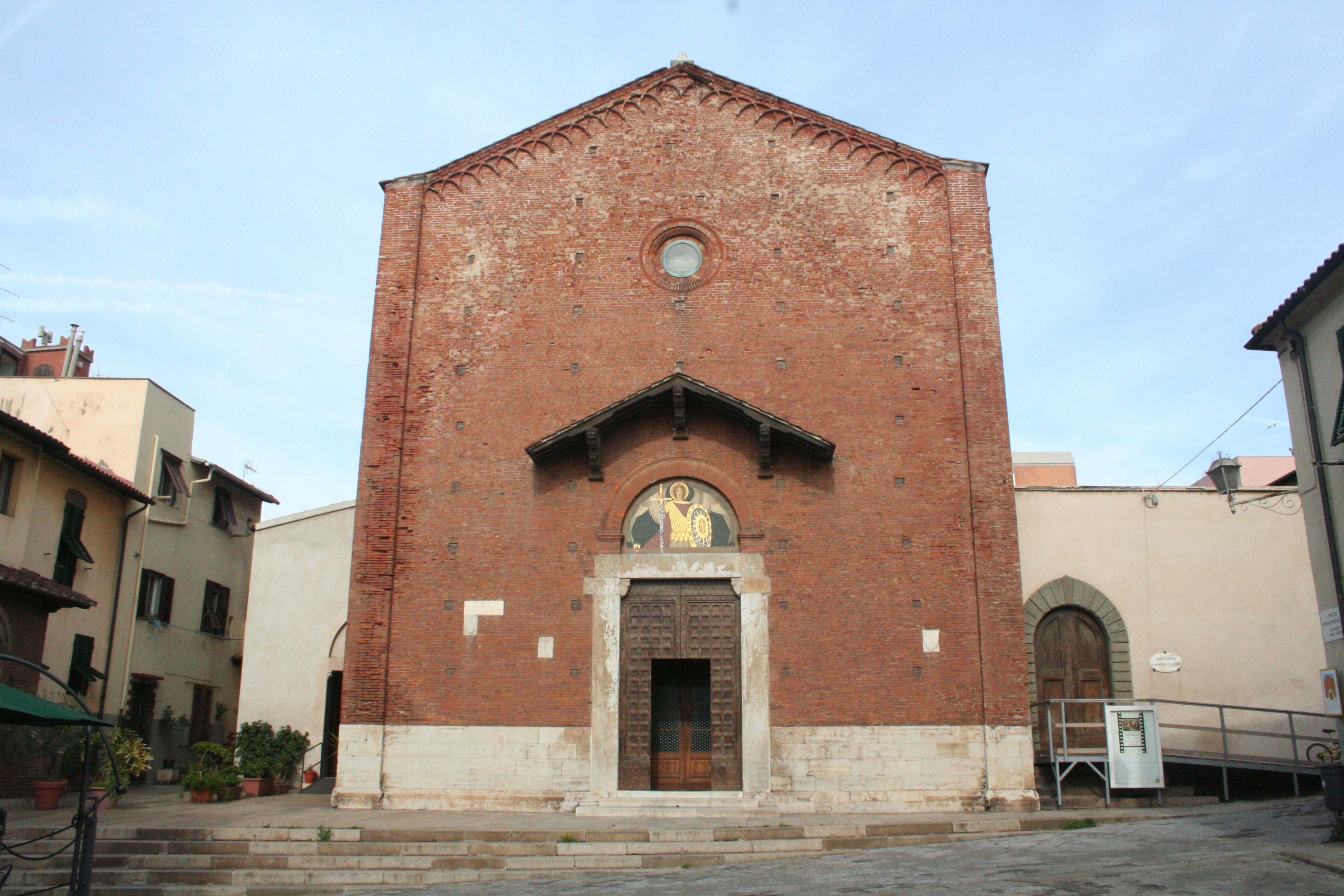
Concattedrale di Sant'Antimo

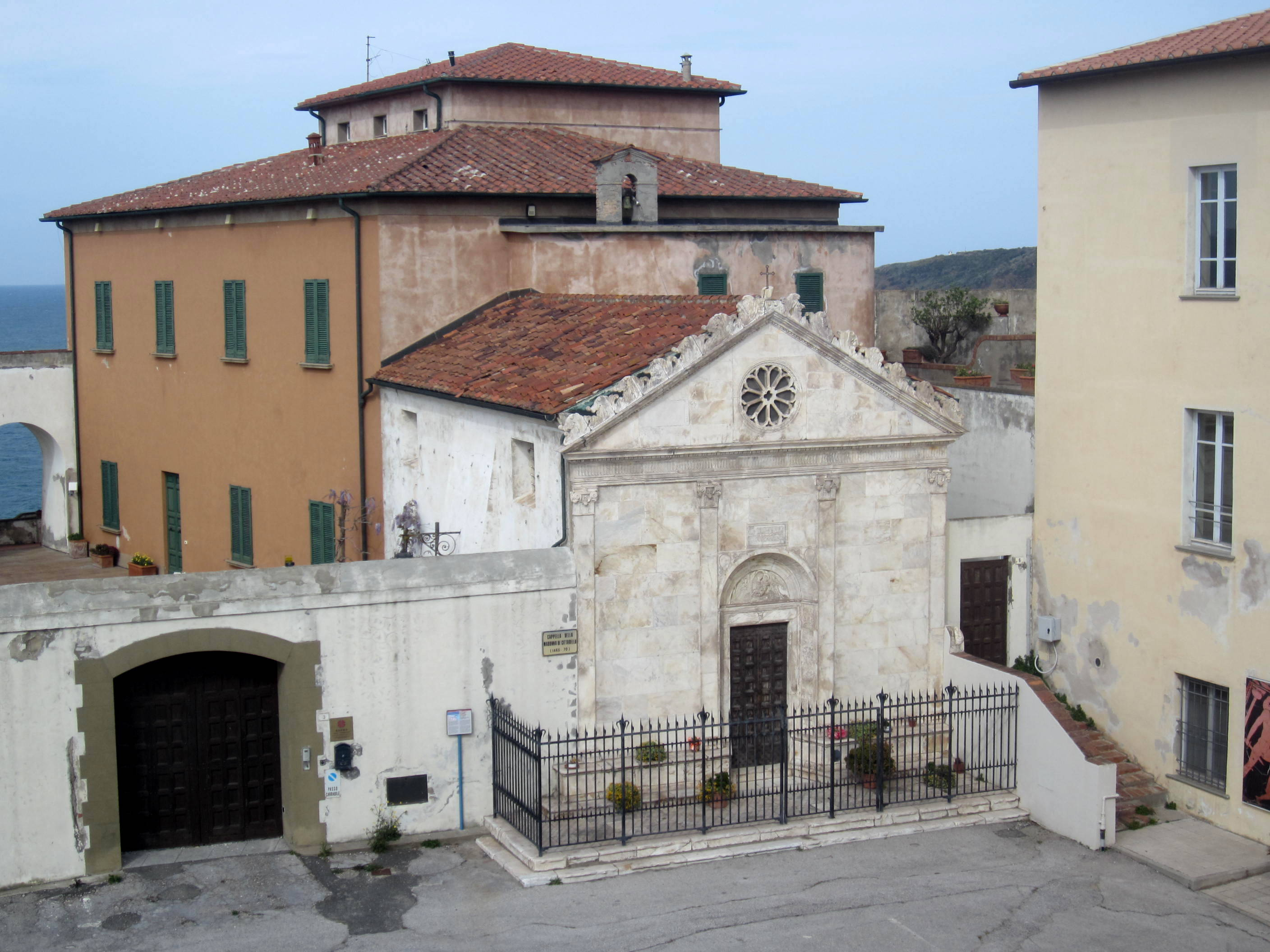
Cappella della Cittadella

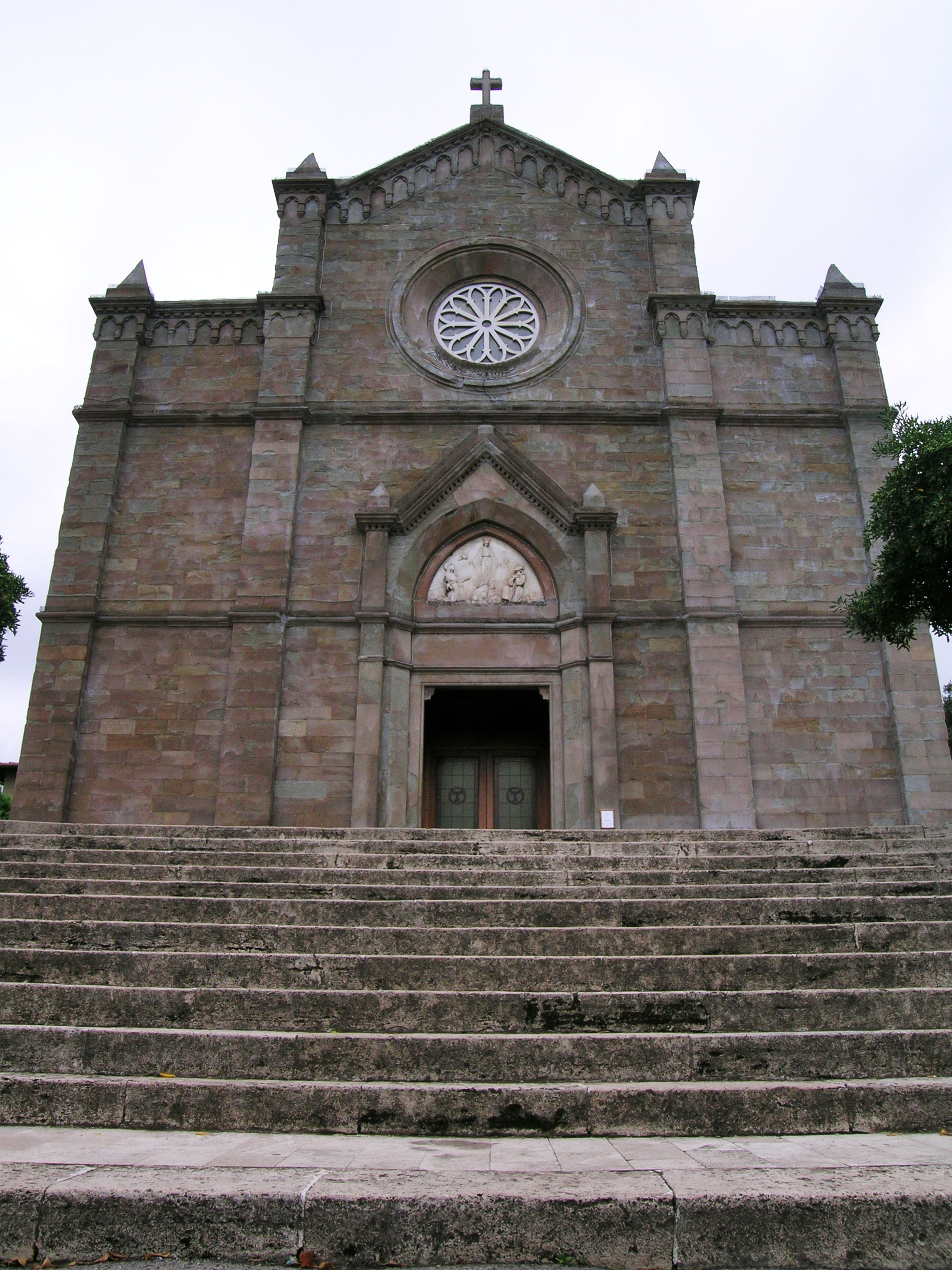
Chiesa dell'Immacolata

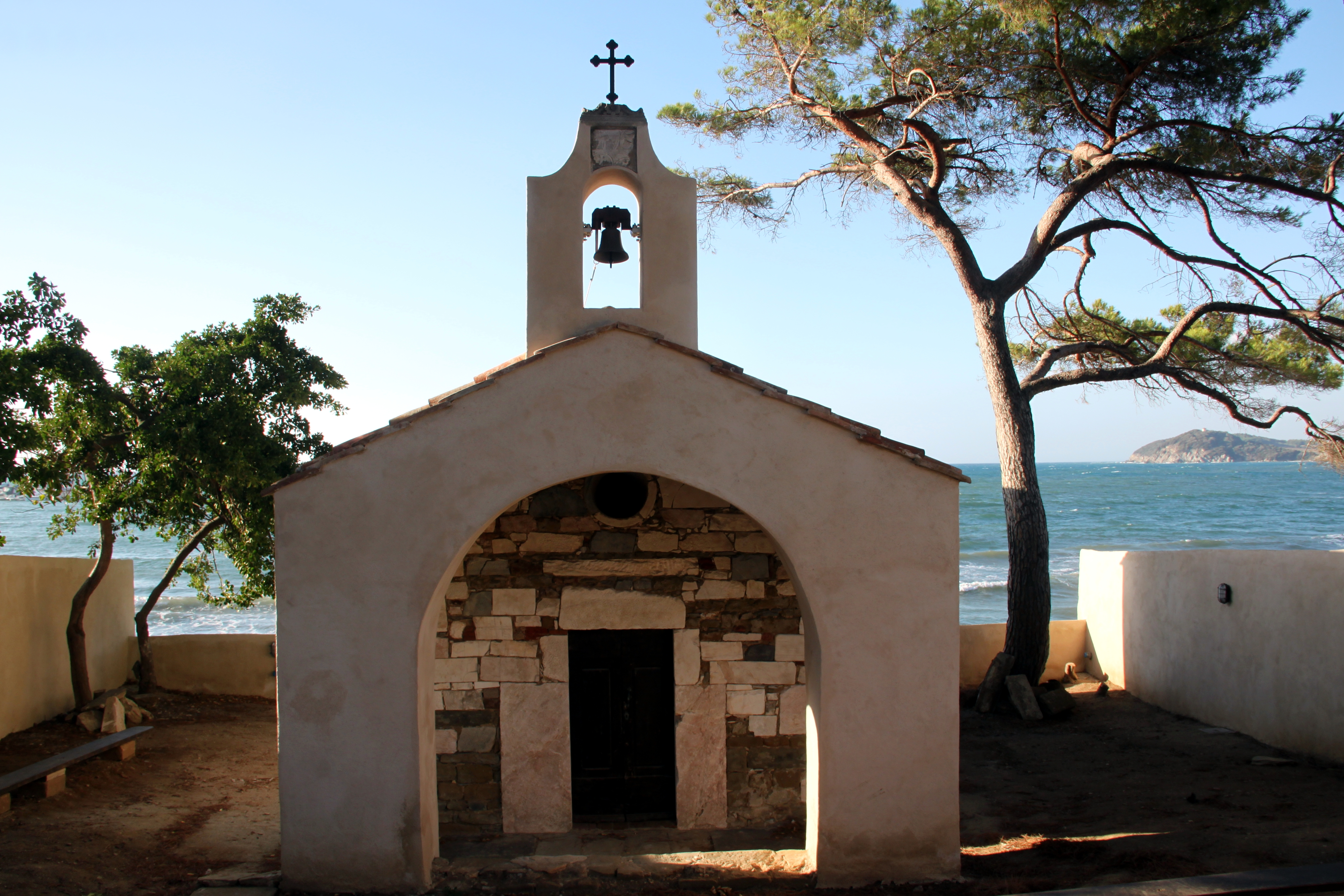
Cappella di San Cerbone

Concattedrale di Sant'AntimoEdificata nel duecento come luogo di culto di San Michele, fu ampliata ad opera del maestro pisano Piero del Grillo. La facciata in mattoni rossi è sormontata da una serie di archetti pensili che spezzano la severità della costruzione; più in basso un oculo. Il portone è sormontato da una lunetta contenente un mosaico raffigurante l'arcangelo Michele. La tettoia è un manufatto degli anni Trenta, eretto a protezione del mosaico stesso. L'interno della chiesa, originariamente ad una sola navata, è stato oggetto di molti interventi nel corso dei secoli; la navata laterale si è ricavata negli anni Trenta unificando due antiche cappelle. L'altare, del XVII-XVIII secolo, in stile barocco, è sormontato da candelieri portaceri del XVI secolo con in mezzo un crocifisso ligneo della stessa epoca. Il tutto è incorniciato dall'arcone in laterizio a sesto acuto che delimita la cappella maggiore e dove si aprono anche due nicchie che oggi ospitano statue di santi moderne. Molti sono i reperti conservati nell'aula ecclesiale; nella navata uno splendido fonte battesimale marmoreo attribuito ada Andrea Guardi del 1470 circa; a questo artista si devono anche incisioni, stemmi e due acquasantiere, una di esse eretta su un cippo etrusco. Molti quadri raffigurano scene religiose adornano le pareti e sono databili ai secoli dal XVI al XIX. Il chiostro venne eretto intorno al 1470 da Andrea Guardi ed è un classico esempio di chiostro rinascimentale toscano; di grande eleganza, le colonne marmoree sono sormontate da capitelli con motivi floreali l'uno diverso dall'altro; all'interno del chiostro si trova una cisterna costruita in epoca più recente (si pensa nel XVII secolo) e vari stemmi adornano le pareti del chiostro. A completare il complesso ecclesiale del Duomo di Piombino fu eretto il convento nel XV secolo, in sostituzione del precedente, di dimensioni più contenute. Nel 1502 la chiesa fu riconsacrata e dedicata a Sant'Agostino con nuovo ampliamento del convento retto da frati Agostinoani: il convento aveva un porticato, oggi tamponato ma comunque ancora visibile nell'omonima piazza Sant'Agostino.
Chiesa della MisericordiaÈ uno dei più antichi monumenti religiosi ancora esistenti in città; dedicata inizialmente a san Giovanni Battista, la sua costruzione risale alla prima metà del XIII secolo; si tratta di una chiesa con una sola navata con abside, in stile romanico. Nel corso dei secoli ha subito numerosi interventi come ad esempio l'apertura delle cappelle sulla destra. Cambiò anche varie denominazioni ed ordini religiosi essendo anche per un periodo sede dei frati francescani. Di epoche successivi i due palazzi (guardando la chiesa) sulla destra e sulle sinistra; il primo, l'antico convento si pensa risalire al XIV secolo e conserva al suo interno un tipico portico in stile tardo romanico e vari stemmi, sia interni che in facciata; l'edificio sulla destra del XVI secolo costruito per volontà di Jacopo VI Appiano fu il principale ospedale cittadino nel Rinascimento, dedicato alla Santissima Trinità e San Giovanni di Dio.
Cappella della CittadellaVenne realizzata intorno al 1465 su commissione di Jacopo III Appiano da Andrea Guardi, che si ispirò al Tempio malatestiano di Rimini di Leon Battista Alberti. Del Guardi è anche la lunetta del portale con la Madonna con il Bambino e, all'interno, i plutei in marmo bianco, decorati con stemmi degli Appiani. Sull'altare del XVIII secolo è conservata una Madonna con il Bambino in terracotta policroma di Andrea della Robbia.
Cappella della Madonna della NeveDenominata anche cappella della Madonna del Desco, risale al 1499, con annesso convento del XVII secolo. Era anticamente posta fuori dalle mura urbane, in aperta campagna, ed era sede di un ospedale o lazzaretto resosi protagonista nel corso della grande peste del 1630. Oggi vi si trovano le suore dell'ordine di Santa Madre Teresa di Calcutta.
Chiesa dell'ImmacolataSede dei frati Francescani, venne edificata nel 1899 con il convento annesso.
Chiesa di Sant'Antimo sopra i CanaliDetta "la Tarsinata", è un antico edificio religioso, risalente al XIII secolo, fu fatto erigere dalla ricca Corporazione dei Marinai. Costruita in pietra alberese, lo stesso materiale di altri monumenti piombinesi dell'epoca, presenta una zona absidale quadrata con monofora a sesto acuto. La torre campanaria, detta torre della Tarsinata, ha mantenuto il suo originale aspetto, salvo la merlatura ghibellina che originariamente doveva essere stata guelfa; sotto di essa, pochi anni fa sono state rinvenute delle antiche ceramiche policrome. Nel XVII secolo vi fu annesso un grande convento intitolato a sant'Anastasia; di esso si conserva ancora il chiostro e alcune epigrafi all'interno. Nel 1805 la Principessa di Piombino Elisa Bonaparte Baciocchi, avendo emesso un decreto sulla sanità, fece sconsacrare chiesa e convento, modificando la struttura fino alla forma e ai volumi attuali, impiantandovi un moderno ospedale. Oggi ciò che resta della chiesa è stato ristrutturato e le altre parti del complesso sono sede di un residence.
Cappella di San CerboneLa cappella si trova in località Baratti e sorge nel luogo della prima sepoltura di San Cerbone, vescovo di Populonia.
Chiesa di Santa CroceLa chiesa, edificata nel XV secolo, si trova a Populonia e al suo interno si conserva un frammento di affresco che si ritiene possa essere opera del Sodoma.
Monastero di San QuiricoIl monastero di San Quirico era un complesso ecclesiastico benedettino situato alle pendici del Poggio Tondo sul promontorio di Piombino, non distante dalla cala omonima e da Populonia. L'attività di questo monastero durò fino agli ultimi anni del Cinquecento, dopodiché fu abbandonato dai monaci e fu adibito a stalla.

### Architetture civili

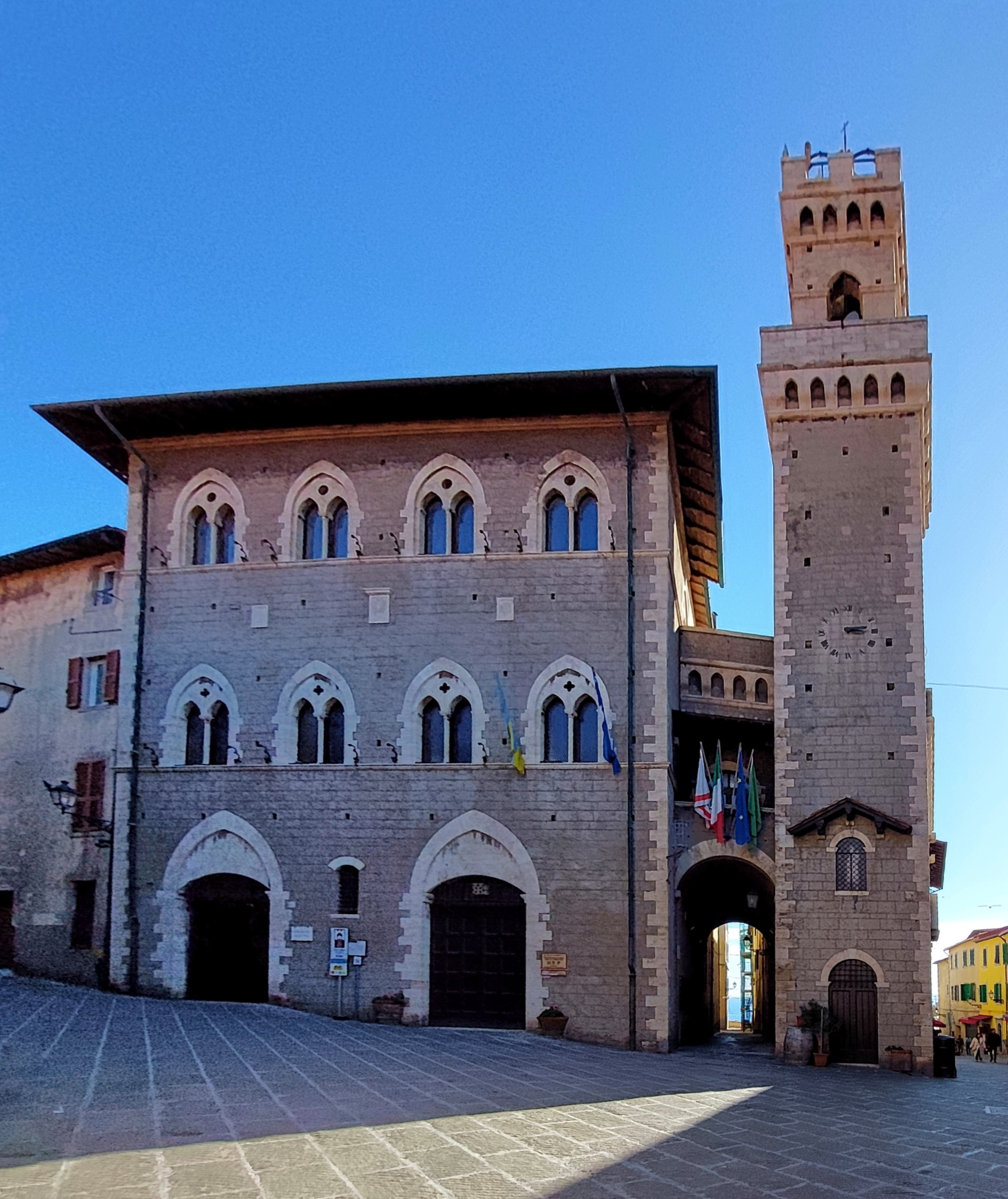
Palazzo Comunale di Piombino

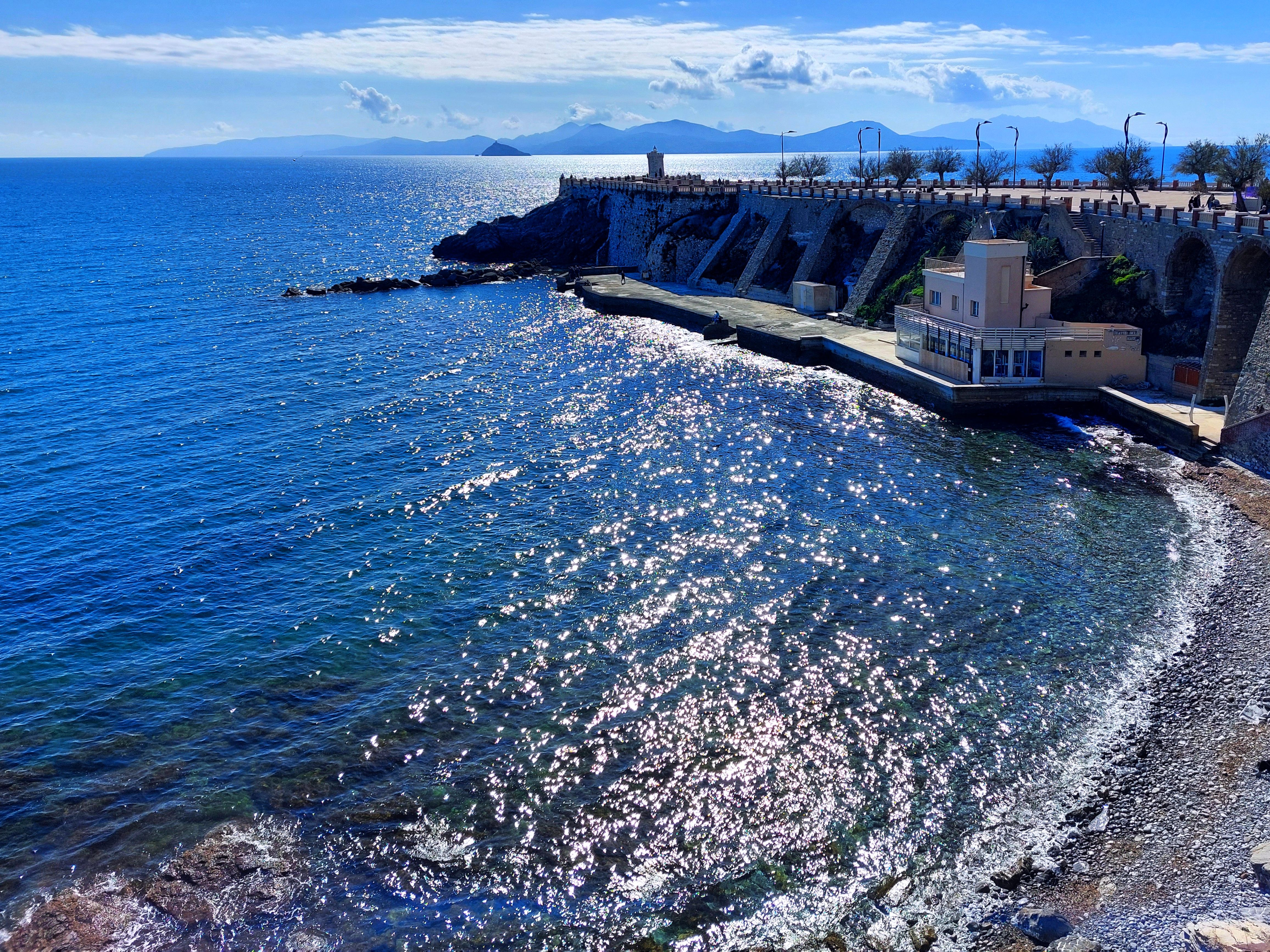
Veduta di piazza Bovio

Palazzo ComunaleIn antico "palazzo dei Priori" o "della Comunità", fu eretto nel 1444 da Nanni di Magio per volontà degli Anziani piombinesi che fino a quell'anno si riunivano nell'antico Palazzaccio, costruzione a noi non pervenuta situata probabilmente all'angolo con via "Trapalazzi", attuale via Giuseppe Garibaldi. Nella parete destra dell'atrio è incassata una colonna di epoca romanica, mentre nella volta affrescata si trovano gli stemmi del Comune, degli Appiani, del Ludovisi e dei Buoncompagni-Ludovisi. La sala consiliare contiene un affresco nella lunetta sopra la porta d'ingresso raffigurante la Madonna con Bambino o Madonna del Latte, datata 1575 e attribuita al pittore senese Giovanni Maria Tacci. Alla sinistra dell'ingresso, una statua in marmo del XV secolo, opera dei maestri Ciolo e Marco da Siena, della scuola di Giovanni Pisano, raffigura sempre una Madonna con Bambino. Inoltre nella sala si trovano vari quadri raffiguranti i principi di Piombino e i Granduchi di Toscana, inseriti in una serie storica che va dal XVII al XIX secolo. Infine, completano la collezione della sala uno stemma degli Appiani e una testa leonina risalente probabilmente al XII secolo. La Torre dell'Orologio risale al 1598; il 20 gennaio di quell'anno infatti i Priori di Piombino ne affidarono al Maestro Francesco di Leone la costruzione. L'orologio e la campana bronzea risalgono agli inizi del XVII secolo; nella nicchia si trova una Madonna con Bambino. Il palazzo, così come la torre, fu soggetto ad un pesante e contestato intervento di restauro nel 1935 diretto dall'architetto senese Giovanni Bellini.
Casa delle BiforeDetta anche palazzo di Martino di Brancaccio o Casa Minelli, è l'unica testimonianza in Piombino di architettura civile duecentesca. Edificata presumibilmente tra il 1284 ed il 1289, forse da un cittadino guelfo, risente delle influenze dell'arte pisana. Originariamente era merlata. Acquistata negli anni ’80 del Novecento dal Comune di Piombino, fu oggetto di un accurato restauro ad opera dall’architetto Italo Insolera. Dal 1990 è sede dell'Archivio storico del Comune di Piombino.
Piazza BovioLa scenografica piazza è posta sulla punta del promontorio di Piombino, con una terrazza pedonale, dotata di balaustra con panchine. Dalla piazza la vista spazia su tutto l'Arcipelago toscano e nelle giornate limpide si può arrivare a scorgere la Corsica. All'estremità della piazza si trova un piccolo faro, in stile neomedievale, mentre fino agli anni Venti vi aveva sede una fortificazione detta la Rocchetta, come documentano le vecchie cartoline d'epoca.
Palazzo AppianiFu la prima residenza della famiglia Appiani. Databile alla metà del Trecento, detto anche Palazzo Vecchio o Palazzo Vecchio di Piazza, attualmente ospita la sede dell'Istituto di Biologia ed Ecologia Marina e del Museo del mare. Le segrete, perfettamente conservate, sono databili al XIII secolo. Nei saloni al piano terreno spesso si tengono anche delle mostre.
Piazzetta del MareL'antico bastione di San Bartolomeo fu edificato nel 1212; da esso si può godere un'ampia vista sul canale di Piombino e sull'antico porticciolo di Marina.
Fonti di MarinaSi trovano in prossimità dell'antico porticciolo di Marina, al di fuori della perduta Porta a Mare, e furono realizzate nel 1248. Si tratta di una sorgente naturale e l'acqua sgorga attraverso teste marmoree di animali (tre draghi ed un cavallo, con la quinta andata perduta alla fine del XIX secolo), forse opera giovanile di Nicola Pisano. anticamente la fontana era detta anche delle "serpi in amore", per un bassorilievo raffigurante due serpenti. La fonte è sormontata da una grande volta a tutto sesto. Adiacenti ad essa, nella metà del XV secolo la comunità fece edificare i Lavatoi Pubblici, demoliti negli anni Trenta del XX secolo.
A Baratti si trova anche la Casa Saldarini.

### Architetture militari

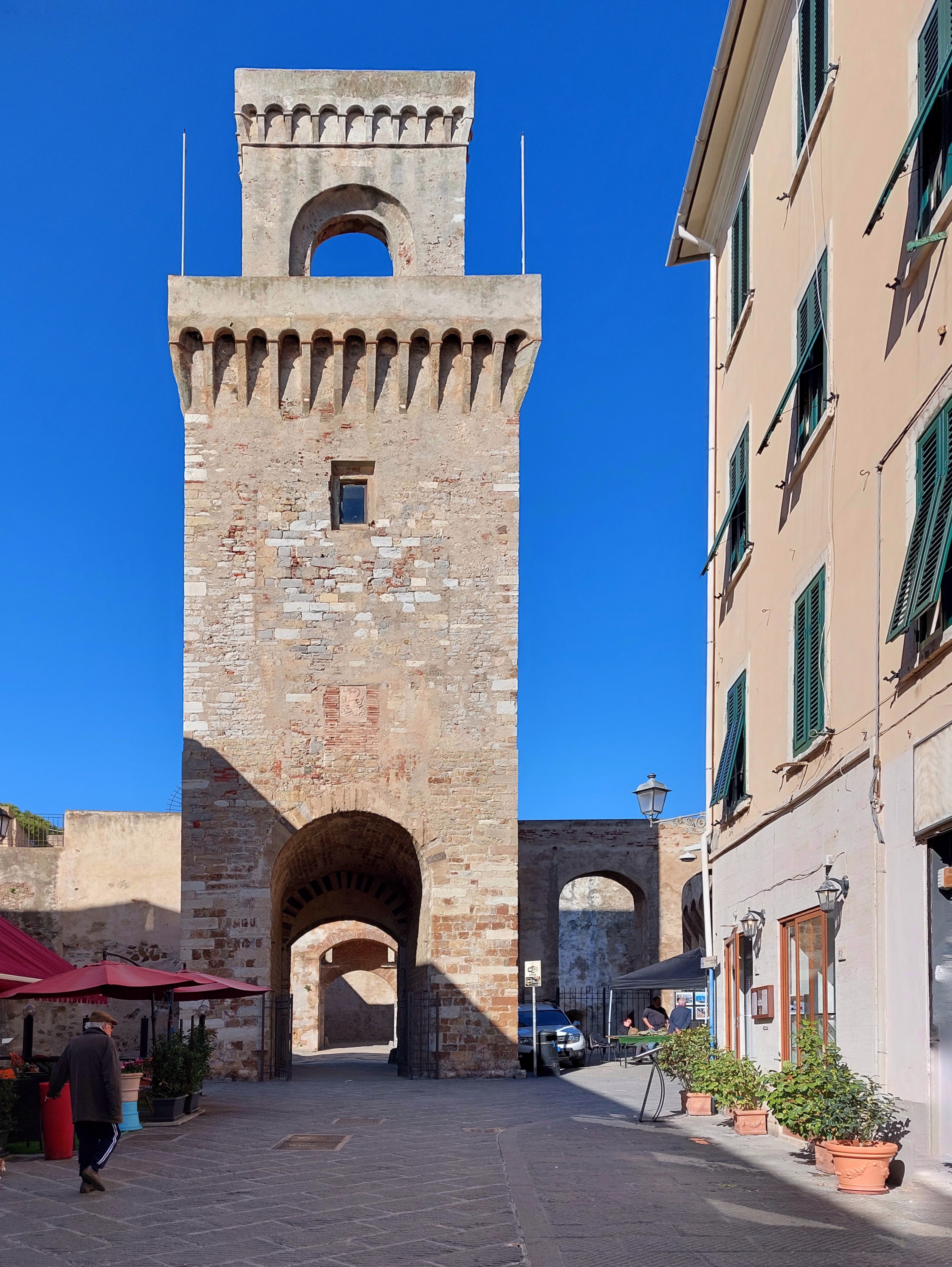
Il Torrione

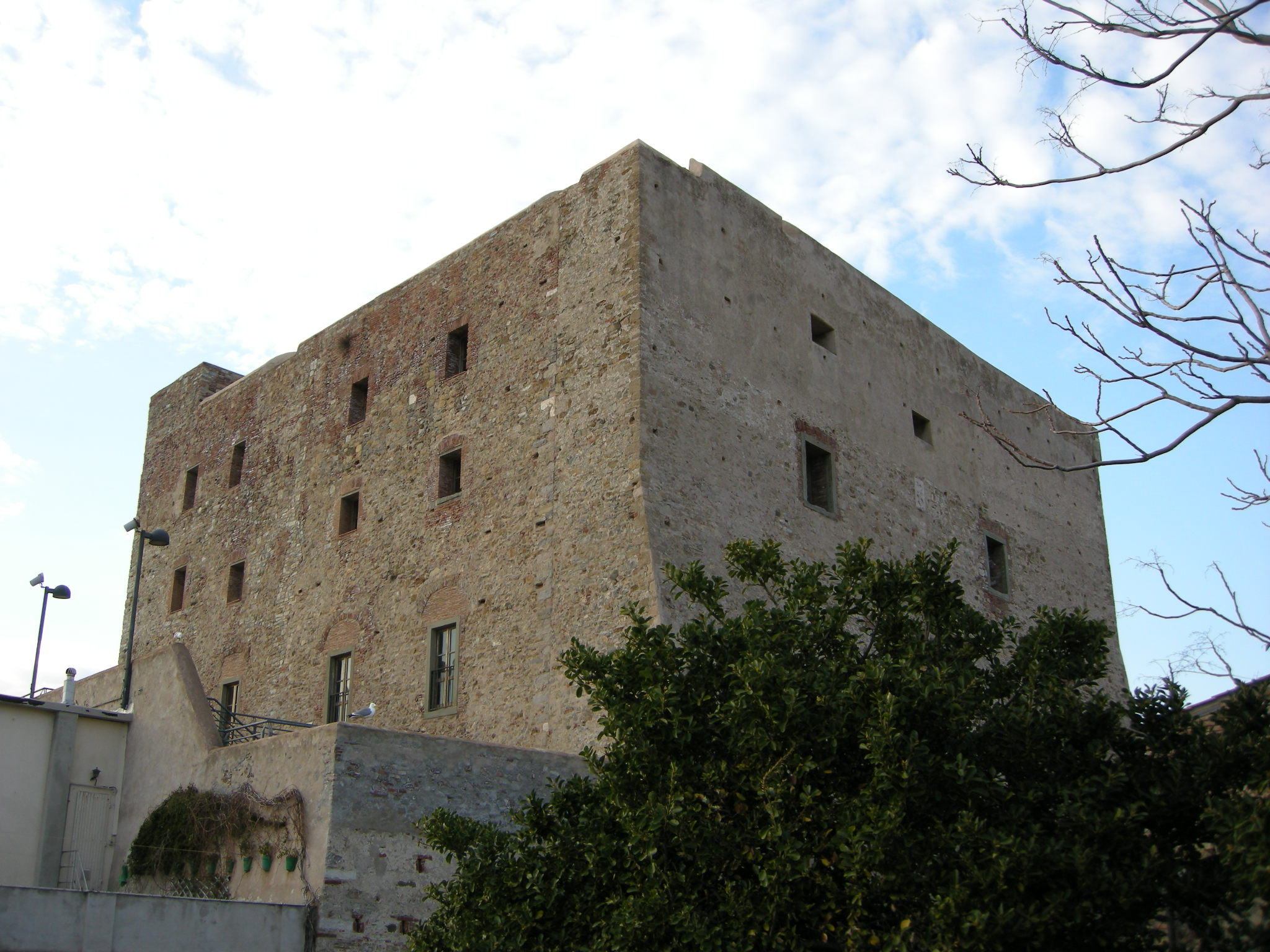
Il Castello

TorrioneRisalente al 1212, era la porta principale di accesso alla città verso terra, unica testimonianza dell'età comunale di Piombino. Detta anche di Sant'Antonio o porta Inferi, era probabilmente dotata nella parte più alta, nell'arco, di una o più campane, utilizzate in caso di ricorrenze particolari o pericoli.
RivellinoEdificato nel 1447, venne aggiunto al Torrione come fortificazione di forma semicircolare, per una migliore difesa dalle artiglierie. Eretto sotto la Signoria di Rinaldo Orsini, marito di Caterina Appiani, rappresenta il simbolo della resistenza piombinese nel lungo ma vano assedio posto alla città nello stesso anno di costruzione del fortilizio ad opera di Alfonso V d'Aragona. Un tempo doveva essere circondato da un fossato e munito di ponte levatoio.
CittadellaIl complesso architettonico era come una vera e propria "città nella città", che creava una corte signorile rinascimentale, con il palazzo, la chiesa, il pozzo e altri edifici adibiti alla corte; fu edificato dall'architetto fiorentino Andrea Guardi dal 1465 al 1470, per volontà del principe piombinese Jacopo III Appiano. Originariamente fortificata e munita di porta (oggi scomparsa), comprendeva la residenza dei principi (Palazzo Appiani), una cappella gentilizia dedicata a Sant'Anna, una cisterna e le strutture adibite alla corte e ai servitori. Il Palazzo Principesco ha subito il più grande scempio che la storia locale abbia potuto narrare: fu infatti indegnamente ed inspiegabilmente demolito nel 1959 per far posto alla villa del direttore dell'Ilva, la grande industria siderurgica cittadina. Mario Bucci, critico e storico dell'arte, scrisse a tal proposito: «È andato distrutto di recente e non si rimpiangerà mai abbastanza di non averlo avallato, o di non averlo comunque impedito». La Cappella della Cittadella, o di Sant'Anna, è un piccolo tesoro rinescimentale, costruita tra il 1465 e il 1470 sotto la direzione ai lavori di Andrea Guardi, con una facciata interamente in marmo. Si trova dietro alla chiesa un edificio usato nei secoli per vari funzioni, fra tutti quello di dépendance del palazzo principesco, che è oggi una villa privata. Completano la piazza una cisterna e il Palazzo dei Servitori e dei Cortigiani. La cisterna, in marmo bianco, è opera del Guardi ed ha sui lati i volti del principe Jacopo III, di sua moglie Battistina di Campo Fregoso, di suo figlio, Jacopo IV, oltre allo stemma del casato. Il palazzo della Corte, restaurato e modificato nel 1805 da Elisa Bonaparte, ospitava i servizi, i servitori e tutto il personale che operava a palazzo. Ospita oggi il Museo Archeologico. La Cittadella era anticamente fortificata; adesso sono visibili soltanto le mura perimetrali alla città, ovvero quelle che davano sulle campagne e sul lato-mare; perduti sono invece la porta e i bastione rivolti verso la città, demoliti nel 1805 da Elisa.
Castello di PiombinoTrae origine dalla iniziale struttura del "Cassero pisano" del XIII secolo, costruito ad est della città e successivamente ritoccato da Leonardo da Vinci durante il riordinamento delle difese cittadine. In seguito divenne fortezza Medicea a pianta stellare tra il 1552 e il 1557, per volere di Cosimo I de' Medici. Di notevoli dimensioni, è oggi oggetto di scavi archeologici e vi ha sede il museo della Città.
Mura LeonardescheGli interventi che Leonardo da Vinci aveva progettato per Piombino erano molto più importanti di quelli che vennero realizzati; i disegni e progetti sono oggi conservati nella Biblioteca Nazionale di Madrid; comunque sono rimasti ancora visibili i suoi interventi nella realizzazione delle mura: in via della Fortezza appena dietro il Museo archeologico del territorio di Populonia e nell'omonima e limitrofa via Leonardo da Vinci.
Semaforo di PiombinoEdificato dalla Regia Marina e dismesso nella seconda metà del Novecento, si conserva sotto forma di ruderi sulle prime propaggini sud-orientali del promontorio, in posizione dominante rispetto al porto.

#### Torri costiere

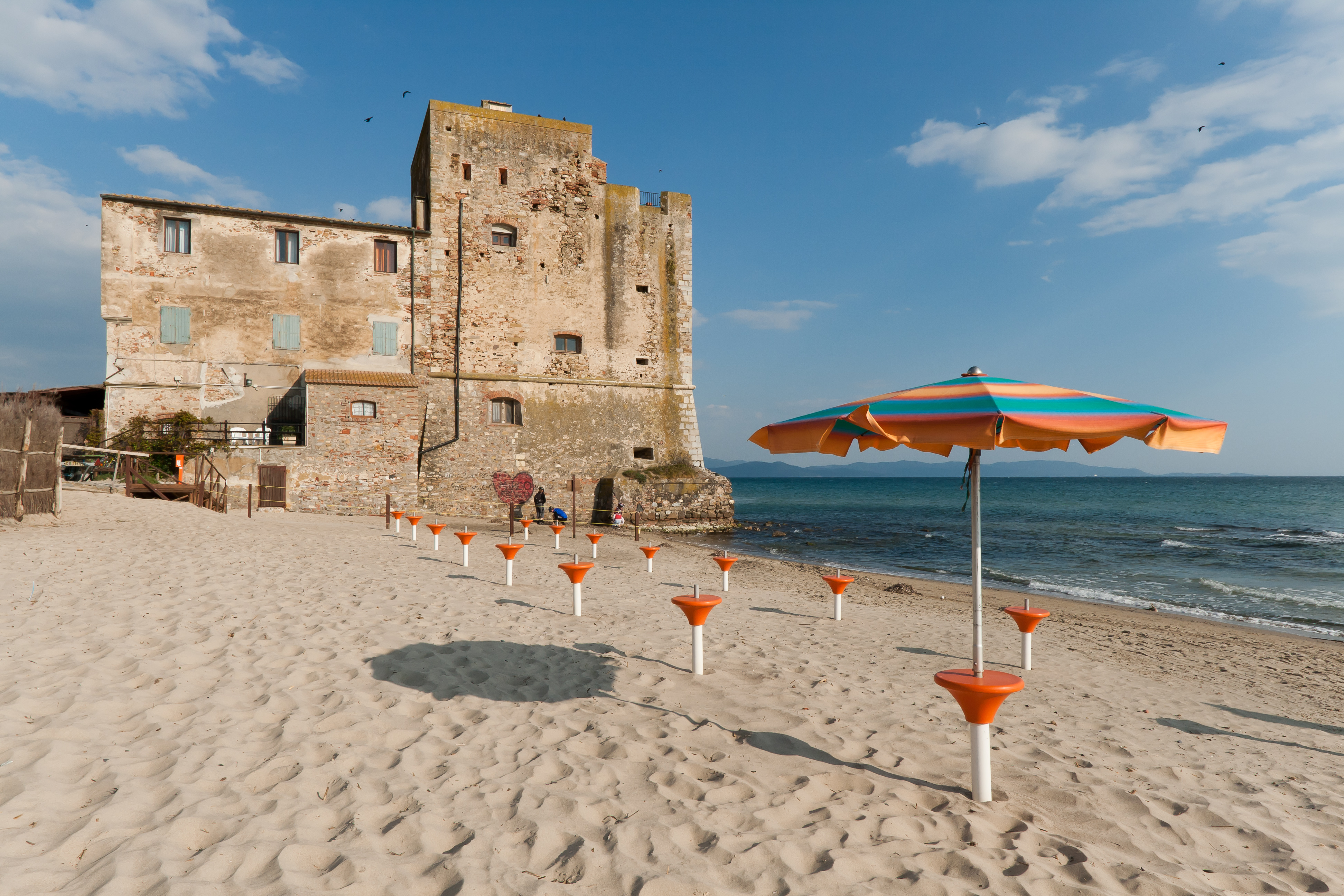
Torre Mozza, nel Parco costiero della Sterpaia

- Torre del Sale
- Torre Mozza
- Torre di Rio Fanale
- Rocca degli Appiani a Populonia
- Torre di Baratti a Baratti
- Torre Nuova in località Stellino

### Siti archeologici

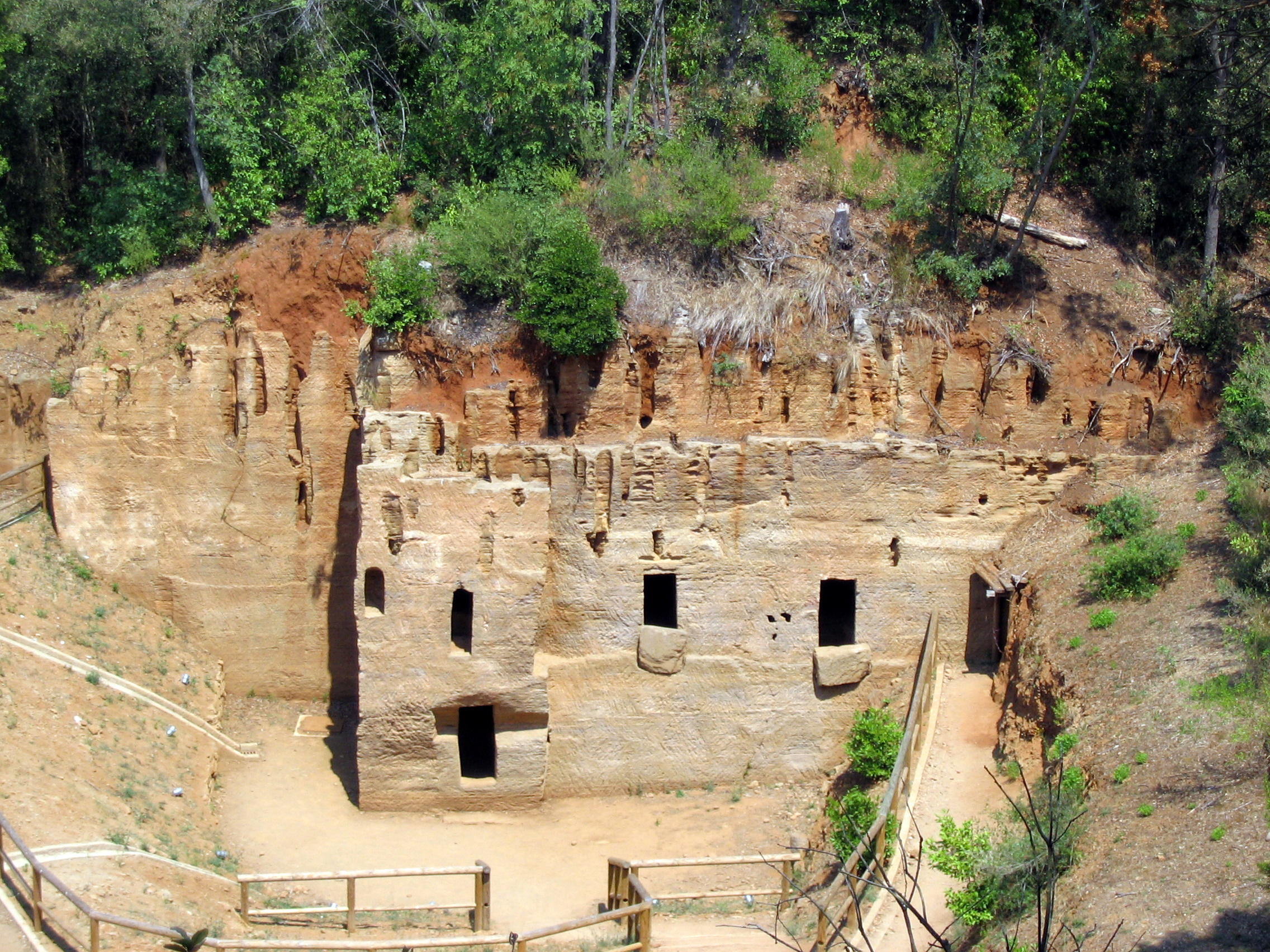
La necropoli delle Grotte

Si trovano nel comune di Piombino i siti archeologici della necropoli di Baratti e Populonia, che insieme formano il Parco archeologico di Baratti e Populonia.
- Nei pressi di Riotorto (Piombino) in località Vignale è presente uno scavo archeologico, dove sono stati portati alla luce i resti di una villa romana con vari ambienti tra cui una grande sala decorata con un mosaico policromo figurato e un complesso termale.[19][20]Su questo sito archeologico è attivo un progetto di archeologia sperimentale condivisa[21] che coinvolge il Dipartimento di Scienze storiche e dei beni culturali dell'Università di Siena, il Ministero per i Beni e le Attività Culturali e il Comune di Piombino.[22]

### Aree naturali
Fanno parte del circuito dei parchi della Val di Cornia:
- Parco costiero della Sterpaia
- Parco archeologico di Baratti e Populonia
- Parco di Montioni (parco intercomunale interprovinciale)

Altri parchi:
- Parco comunale di Punta Falcone
- Riserva naturale provinciale Padule Orti Bottagone

## Società

### Evoluzione demografica
Abitanti censiti

### Etnie e minoranze straniere
Secondo i dati ISTAT al 31 dicembre 2023 la popolazione di Piombino è per circa l'88,46% di cittadinanza italiana. La popolazione straniera residente ammontava a 3 751 persone, l'11,54% della popolazione. Le nazionalità maggiormente rappresentate in base alla loro percentuale sul totale della popolazione residente erano:
1. Marocco, 683
2. Ucraina, 645
3. Romania, 567
4. Senegal, 498
5. Albania, 179
6. Pakistan, 142
7. Bangladesh, 114

### Religione
La maggioranza della popolazione è di religione cristiana di rito cattolico, Diocesi di Massa Marittima-Piombino.

## Cultura

### Biblioteche e archivi
- Biblioteca Civica Falesiana[27]
- BidibiBook Biblioteca di Riotorto
- Archivio storico del Comune di Piombino "Ivan Tognarini"[28]: situato nella Casa delle Bifore, conserva e valorizza il patrimonio documentario relativo alla storia della città di Piombino e di tutto il suo territorio; organizza visite guidate e attività didattiche; fornisce assistenza e consulenza per le ricerche e mette a disposizione gli inventari e i cataloghi cartacei e informatici; garantisce la consultabilità degli atti. Oltre al fondo comunale (dal 1441 al 1923, le deliberazioni fino al 1960), l’archivio storico conserva anche archivi di enti, di impresa, archivi di famiglia e di persona, fondi iconografici e fotografici, pervenuti in seguito a versamenti e donazioni:[29]
  - Archivio del Comune di Piombino e fondo aggregato dell'Ente Comunale di Assistenza
  - Fondo iconografico comunale
  - Archivio dell'Ospedale Civile di Piombino
  - Archivio della Camera del Lavoro di Piombino
  - Fondo della sezione locale del P.C.I.
  - Fondo manoscritto e biblioteca di Romualdo Cardarelli
  - Archivio e biblioteca di E. Bartalini – E. Zannellini  – A. Gaggero
  - Fondo di Amulio e Ivan Tognarini
  - Fondo documentario e librario di Michele Lungonelli
  - Fondo fotografico di Lando Civilini, in particolare quale testimone sulla ricostruzione industriale del secondo dopoguerra
  - Collezione fotografica di Luigi Magnani
  - Collezione di cartoline di Valerio Guerrieri
  - Fondo fotografico di Pino Bertelli
  - Archivio fotografico e documentario delle Acciaierie di Piombino

### Musei

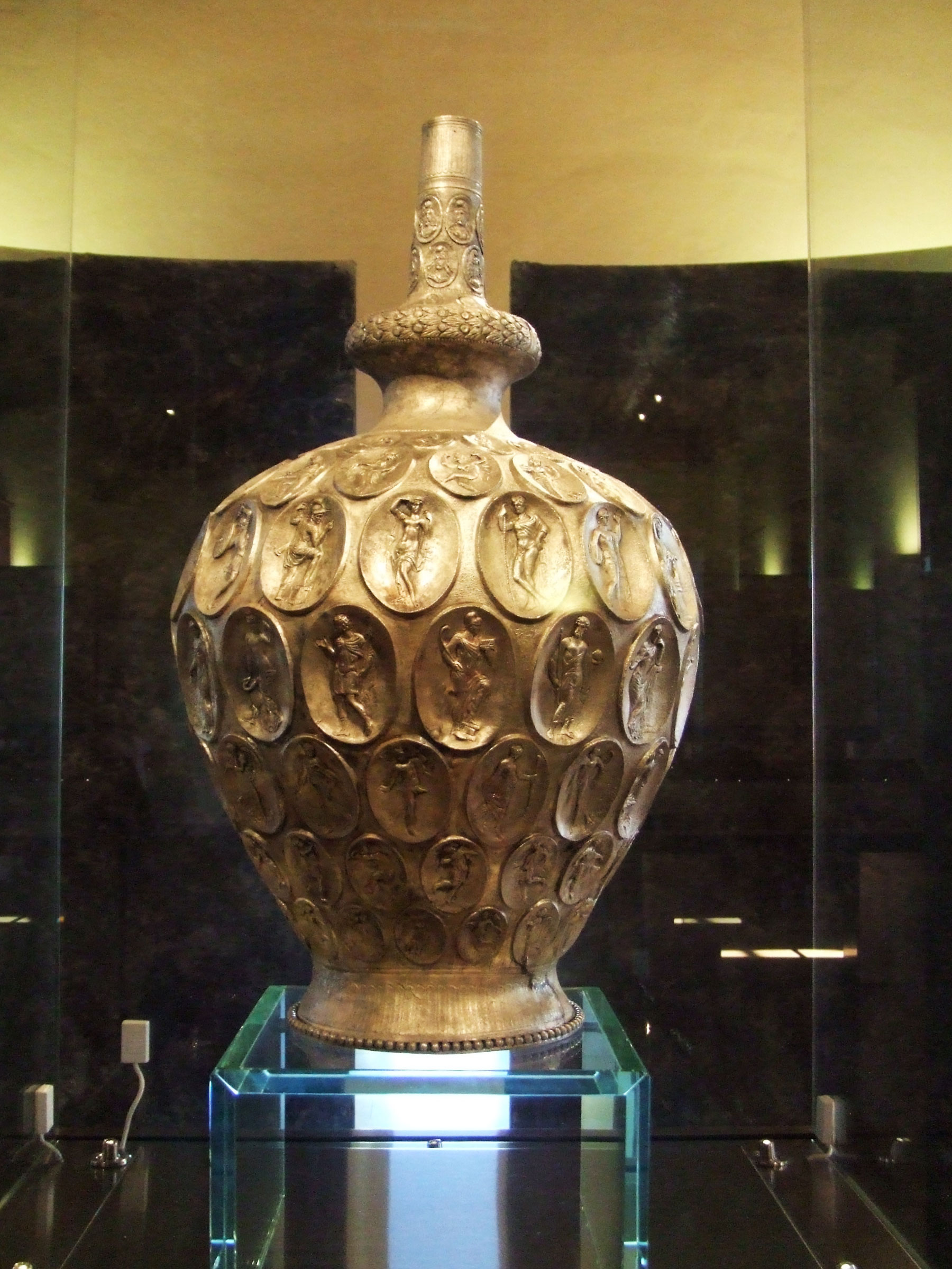
L'anfora di Baratti

- Museo archeologico del territorio di Populonia, situato nel Palazzo Nuovo (antiche stalle e alloggi della corte degli Appiani) all'interno della cittadella, è collegato al Parco archeologico di Baratti e Populonia e ha come scopo di illustrare la storia del territorio e dell'utilizzo delle sue risorse, tra cui in particolare quelle minerarie. I materiali sono databili dall'epoca preistorica a quella etrusca (corredi tombali dalle necropoli di Populonia) e romana. Vi sono esposti modelli di impianti produttivi (forni protostorici ed etruschi), di una tomba e del carico di una nave. Tra gli oggetti di maggior pregio si citano l'incisione su pietra di un bisonte di epoca preistorica e la nota anfora di Baratti, in argento, datata presumibilmente intorno alla fine del IV secolo. Essa venne rinvenuta accidentalmente tra le reti di un peschereccio nelle acque del golfo di Baratti nel 1968. L'anfora presenta 134 applicazioni ovali con figure, legate al culto della dea Cibele. Presso il museo è attivo un centro di archeologia sperimentale, riguardante la lavorazione della ceramica e della pietra.
- Museo del Castello e della Città di Piombino, ha sede nel Castello e ricostruisce la storia dell'edificio nel contesto delle vicende cittadine. Vi sono esposti alcuni degli oggetti del XIII secolo rinvenuti durante gli scavi effettuati in concomitanza con un recente restauro.

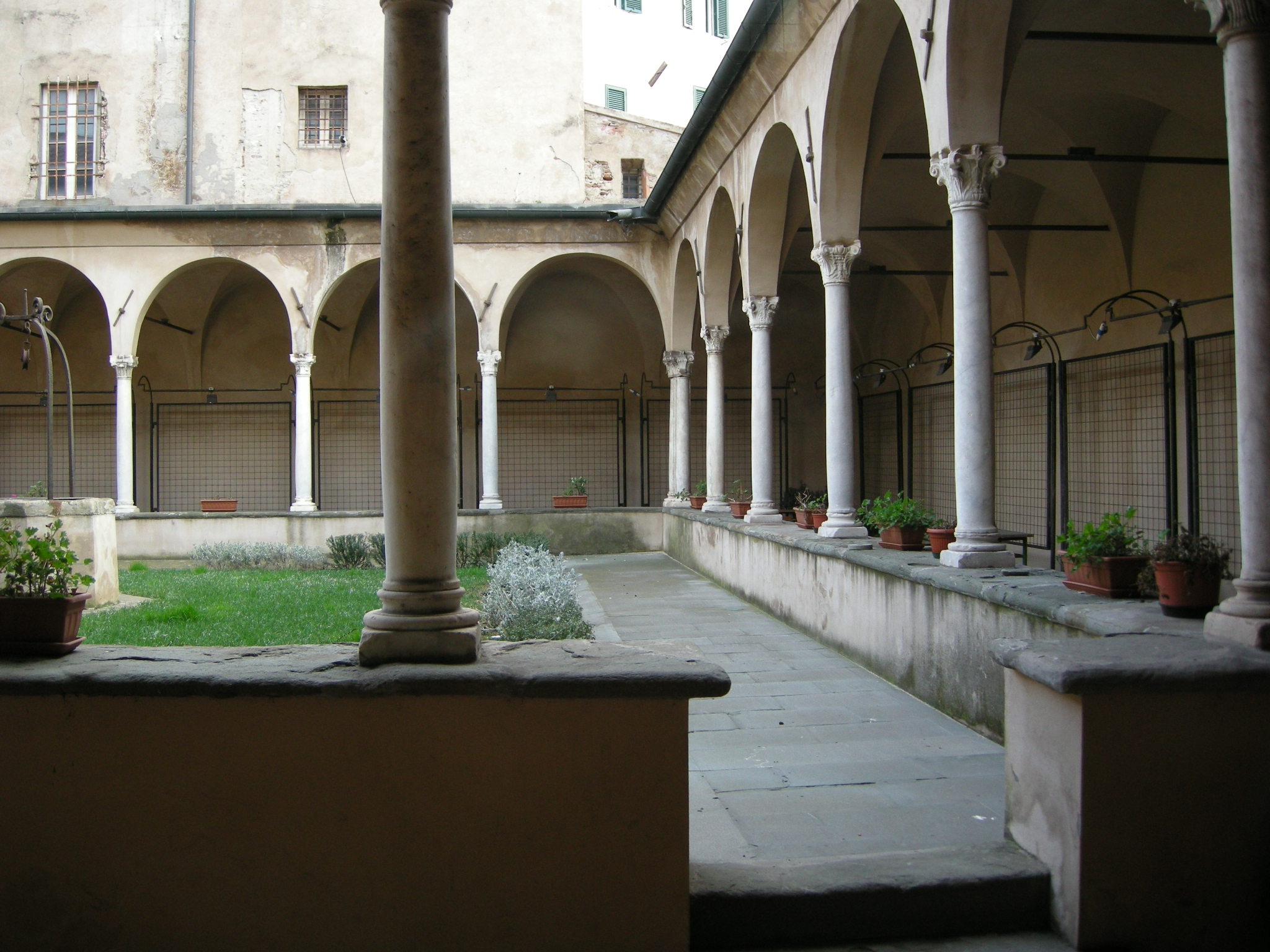
Il chiostro dove ha sede il museo diocesano d'arte sacra

- Museo diocesano d'arte sacra Andrea Guardi, si trova nel convento di Sant'Agostino che è attiguo alla concattedrale di Sant'Antimo, forse proprio dove si trovava la Sala Capitolare. Il grosso del museo è costituito dalle opere di Andrea Guardi artista fiorentino quattrocentesco, molto attivo a Piombino, ma non mancano oggetti da altri luoghi di culto del Piombinese (Val di Cornia) come da Suvereto e altri luoghi limitrofi, e opere ed arredi provenienti dalla Concattedrale stessa. Nel museo son conservati dipinti (pale provenienti da Populonia), sculture lignee ed in marmo e gli oggetti di uso liturgico (calici, paramenti, ecc.) e antichi ostensori.
- Museo del Mare e Acquario Città di Piombino, è ospitato nelle sale di palazzo Appiani, ex residenza dei Signori di Piombino. Fondato nel 1985 su iniziativa del Comune e dell'Istituto di Biologia ed Ecologia Marina di Piombino, è un centro per lo studio e la conoscenza dell'ambiente marino del Mediterraneo, dotato di un Centro Polivalente di Educazione Ambientale, con sezioni di didattica e di ricerca, una biblioteca specializzata e un acquario costituito da 15 vasche, collegate al mare tramite un sistema di pompaggio. Nelle sale dell'acquario si trova anche un piccolo museo naturalistico del mondo marino, dove spiccano la collezione malacologica e quella di conchiglie, iniziata nel 1980.
- Museo di entomologia, possiede una raccolta che comprende la quasi totalità degli ordini tassonomici degli insecta, chiaramente esposti in una serie di vetrine didattiche. Tra le attrezzature sono disponibili una sala per la proiezione di macrodiapositive e una con microscopi stereoscopici e a riflessione. Numerosi sono i pannelli esplicativi, mentre gli esemplari vivi sono osservabili, con l'assistenza di un esperto, in terrari ed acquari. Il museo è gestito dall'associazione Microcosmo, che organizza anche visite guidate nel Parco di Punta Falcone. Opera nella stessa struttura anche il Fotoclub "Il Rivellino", che si occupa di organizzare mostre fotografiche sul territorio e sui suoi monumenti.
- Collezione privata Gasparri, situato a Populonia, conserva i reperti villanoviani, etruschi e romani delle necropoli del territorio.

### Scienza
In località Punta Falcone è in funzione dal 1975 l'osservatorio astronomico gestito dalla Associazione Astrofili di Piombino. Costruito nel 1976 sui ruderi della batteria navale "Sommi Picenardi", fu allestito nei locali che ospitavano il "telemetro". Attualmente è costituito da una cupola dotata di un telescopio Schimdt-Cassegrain da 36 cm, da una sala in cui si trovano numerosi telescopi di ultima generazione tra questi un Ritchey-Crétien anch'esso da 36 cm e da una sala sotterranea ricavata dai locali di servizio dell'antica batteria.

### Media

#### Stampa
- A Piombino è presente la redazione locale de Il Tirreno[30], quotidiano molto diffuso in buona parte della Toscana con molte redazioni locali.

#### Radio
- Radio Piombino Centrale.[31]  Attualmente chiusa.

#### Televisione
A Piombino è nata una delle primissime reti televisive private italiane, Telepiombino, nel 1973. Dopo aver iniziato come televisione via cavo, passò successivamente alla trasmissione via etere, restando attiva fino ai primi anni Ottanta.

### Teatro
- Cinema teatro Metropolitan è un teatro di Piombino, adibito anche a sala cinematografica.

Film girati a Piombino
- Città-fabbrica, lungometraggio degli anni Cinquanta.
- L'età del ferro di Roberto Rossellini (1964).
- Oh, mia bella matrigna di Guido Leoni, girato in alcune scene sul litorale del Golfo di Baratti (1976).
- La bella vita di Paolo Virzì, dove si ritrova il clima particolare della Piombino del periodo di crisi dell'acciaio agli inizi degli anni novanta.
- OcchioPinocchio di Francesco Nuti (1995).
- La guerra è finita di Lodovico Gasparini (2002).
- N di Paolo Virzì, dove è filmato il vecchio Porticciolo della Marina, 2006.
- Io & Marilyn di Leonardo Pieraccioni, 2009.
- Manuale d'amore 3 di Giovanni Veronesi, 2010.
- Acciaio di Stefano Mordini, 2012.
- Sole a catinelle di Gennaro Nunziante, 2013.
- Notti magiche (film 2018) di Paolo Virzì, 2018.

### Letteratura
A Piombino è ambientato Acciaio, primo romanzo della scrittrice italiana Silvia Avallone, che narra delle vicende di due ragazze adolescenti che vivono e crescono all'interno della realtà operaia metallurgica piombinese.

### Cucina
I piatti principali della cucina della città e del suo comprensorio sono naturalmente a base di pesce, infatti la cucina piombinese è conosciuta per il ricco pescato dai fondali della costa e dell'Arcipelago Toscano e in città è presente un mercato-asta del pesce. Le specie presenti son crostacei e molluschi, pesce pregiato e pesce azzurro; tra i piatti tipici ci sono il polpo lesso, lo stoccafisso con patate, il baccalà alla livornese, le acciughe alla povera, le triglie alla livornese e il cacciucco.
Per quanto riguarda la cucina di terra, sono tipiche le zuppe, le ricette a base di selvaggina (come il cinghiale) e le verdure come il carciofo violetto, a cui viene dedicata la "sagra del Carciofo" a Riotorto.
Vi sono però anche piatti tipici che naturalmente risentono della tradizione gastronomica di altre parti della Toscana come:
i tortelli,torta di ceci, carciofi fritti, pasta e ceci, panzanella.
Nelle campagne e colline di Piombino sono presenti molte aziende vinicole che producono vini e oli extravergine di oliva. La città di Piombino fa parte del circuito città del Vino, disponendo nel suo territorio comunale molte aziende vinicole che negli ultimi anni hanno ricevuto importanti riconoscimenti nazionali e internazionali. Tra i vini della Toscana si producono vini IGT e DOC Val di Cornia Piombino bianco, riserva, rosato e rosso.
Fra i dolci si ricordano anche la schiaccia campigliese, i frati, il castagnaccio, i cenci (durante il periodo del Carnevale), la schiaccia di Pasqua durante il periodo pasquale.

### Eventi
- Concorso nazionale di esecuzione musicale Riviera Etrusca:[33] il concorso prevede varie sezioni strumentali (archi-fiati-chitarra-pianoforte-pianoforte a 4 mani-cori-orchestre-musica da camera) con categorie suddivise per età, tre premi di esecuzione (Premio pianistico "Giannoni", Premio violinistico "Scandola" e Premio lirico "Masini"). Le audizioni musicali si svolgono a primavera nell'arco di due settimane e sono aperte al pubblico e gratuite. Il concorso si conclude con un concerto finale dei vincitori.[34] Oltre a premi in denaro, i concorrenti possono vincere alcuni concerti premio e un violino di liuteria.[35] Il concorso Riviera Etrusca, nato nel 2000 per volontà dei Comuni della Val di Cornia, dal 2004 si svolge interamente nella città di Piombino.[36] È organizzato dall'associazione culturale "Etruria Classica" con il patrocinio e il sostegno del Comune di Piombino, gode del patrocinio della Regione Toscana. Al concorso partecipano anche studenti stranieri.
- Festival estivo - Tuscany International Festival: Concorso canoro di rilevanza nazionale. La finale si tenne ogni anno a Piombino ad inizio luglio. Gli artisti che si esibirono dal vivo con brani inediti vennero valutati da una prestigiosa giuria, negli ultimi anni presieduta da Dario Salvatori, alla presenza di importanti ospiti. Nel 2011 fu inserita la sezione dedicata under 16[37][38]. La fase concorsuale termina a ridosso del Covid 19, secondo quanto scrivono sul sito web del Festival, per riprendere successivamente come Galà musicale.

- Visionaria International Film Festival. Nato a Siena nel 1991, il festival si è tenuto a Piombino dal 2005 al 2013[39]. Tra gli ospiti e giurati si ricordano: Roberto Andò, Pupi Avati, Isa Barzizza, Alessandro Benvenuti, Daniele Ciprì, Luciano Tovoli, Daniele Vicari e molti altri. Nel 2006 si è tenuta la proiezione del film documentario Liberate Silvia di Giuliano Bugani e l'incontro con Silvia Baraldini, prima uscita pubblica dopo l'indulto e la scarcerazione. Particolare rilievo nell'ambito delle attività del festival è stata la creazione della sezione Vision Art, dedicata alla videoarte, curata dall'artista Pino Modica.

- Altro: Piombino ha ospitato le edizioni 2002, 2004 e 2006 del Dice Workshop[40], conferenza internazionale di Fisica.

## Economia

### Industria metallurgica
L'importanza della zona è data dalla presenza di giacimenti di minerali ferrosi (Elba); ciò ha portato ad uno sviluppo precocissimo delle attività metallurgiche che sono proseguite nel corso dei millenni, a partire dai periodi etrusco e romano e a seguire fino ad oggi. La zona è sede di importanti siti industriali:

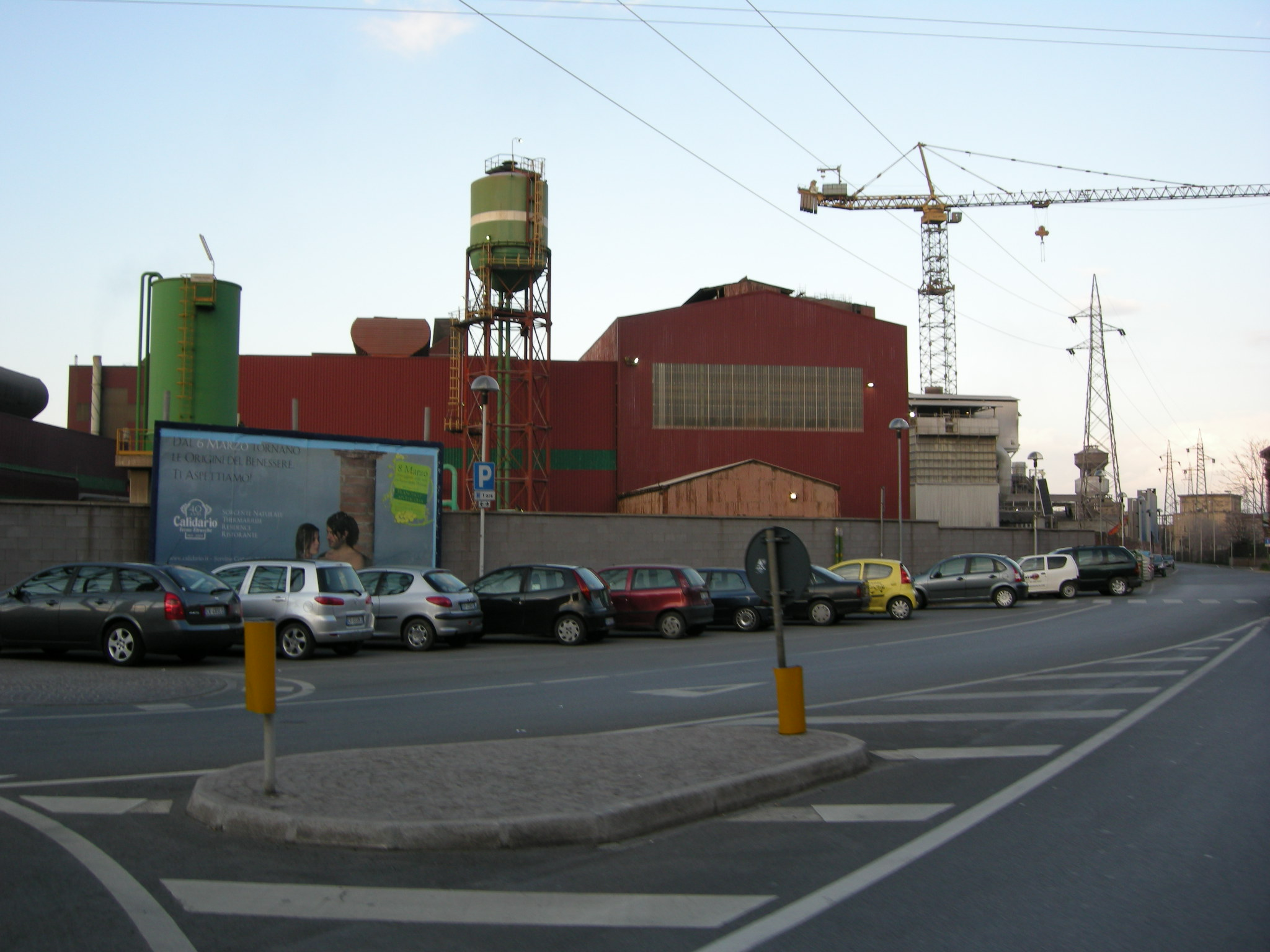
Lo stabilimento JSW Steel Italy

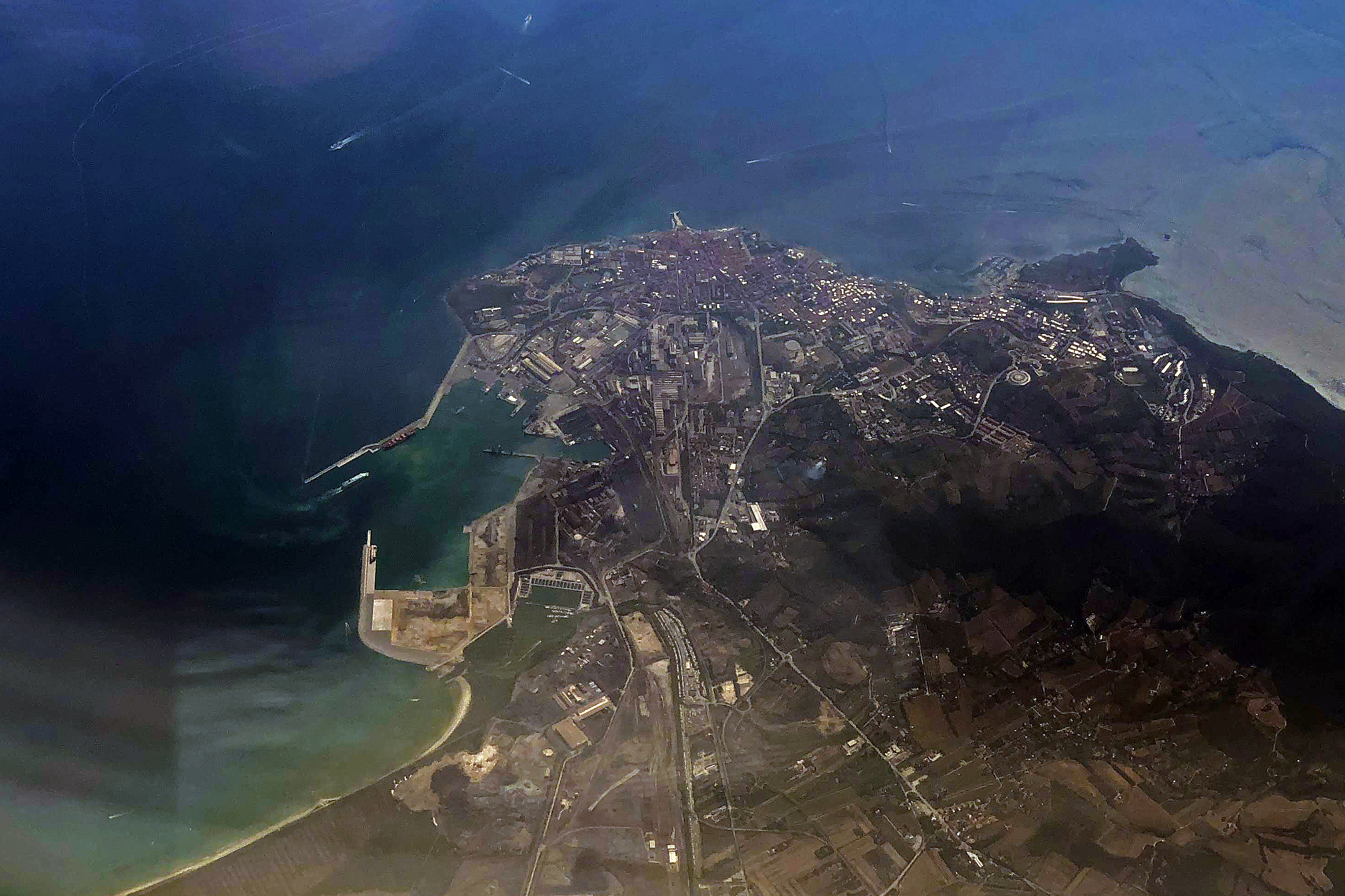
Vista aerea di Piombino con il suo porto

- La JSW Steel Italy è la maggiore azienda del territorio piombinese e di tutta la Provincia di Livorno. Ha un personale occupato di circa 2 500 dipendenti (che oltrepassano i 5 000 considerando l'indotto)[senza fonte]. Ha un centro siderurgico che si estende per oltre 12 km² e che fa di essa il secondo stabilimento siderurgico nazionale (secondo all'ArcelorMittal Italia di Taranto).

Le acciaierie nacquero intorno al 1860, favorite dallo sfruttamento dei giacimenti di ferro dell'Elba e delle miniere calcaree di Campiglia, seguendo la tradizione metallurgica storicamente sempre presente fin dal tempo dagli Etruschi in questo territorio. La presenza dello stabilimento è stato il principale motore della grande immigrazione verso la città di Piombino per tutto il XX secolo fino agli anni '70. Ha cambiato vari nomi (Alti Forni e Fonderie di Piombino, Ilva, Italsider, Finsider, Deltasider, Acciaierie di Piombino, AFERPI) ma è rimasta sempre statale e controllata dal Gruppo IRI fino al 1992; negli anni Ottanta è arrivata ad avere anche oltre 10 000 dipendenti, poi con la grande crisi metallurgica culminata nel 1992 con la privatizzazione, lo scorporo dal Gruppo IRI e l'acquisto di Lucchini c'è stato un grande ridimensionamento di occupati, fino alla ripresa nel 2005 con la cessione di Lucchini a favore del colosso russo Severstal'.
- La Liberty Magona è il secondo stabilimento piombinese, con circa 800 dipendenti. È stata fondata agli inizi del Novecento e fino alla Seconda Guerra Mondiale era uno stabilimento a ciclo continuo, ma poi fu privata dell'acciaieria, per rimanere uno stabilimento di sola zincatura del semilavorato. Fino al 2005 si è chiamata "La Magona d'Italia".
- La Tenaris Dalmine è un tubificio sito nella periferia est di Piombino, confinante con la JSW Steel Italy, che conta circa 200 dipendenti. Produce tubi d'acciaio di vari diametri. Ha aperto i battenti negli anni '60.

Questi grandi siti industriali hanno contribuito in maniera radicale alla crescita demografica nella città e nel territorio (Val di Cornia) fin dagli inizi del Novecento.

### Aziende
Tra le altre medie-grandi aziende presenti nel comune di Piombino spiccano:
- Unicoop Etruria: cooperativa di consumatori del sistema Coop Italia, tra le prime nate in Italia; fu fondata infatti a Piombino nel primo dopoguerra con il nome "La Proletaria", embrione di quello che diventerà una delle più grandi cooperative italiane dei nostri giorni. A Piombino, precisamente nella frazione Riotorto (lungo la SS1 Aurelia) si trova la sede centrale, che controlla tutto il territorio costiero tirrenico.
- Enel: esisteva a Torre del Sale una centrale Enel da 1280 MW costruita negli anni '70, che forniva energia elettrica l'elettricità alla rete di trasmissione nazionale. Fuori servizio dal 2015, dal 2021 è in corso di demolizione[41][42].
- Edison: centrale termoelettrica all'interno del Centro Siderurgico Lucchini e inaugurata nel 1999. Fornisce energia elettrica allo stabilimento e alla rete di trasmissione nazionale.

### Turismo
L'economia si basa essenzialmente sulle attività turistiche, sviluppate lungo tutta la costa. Alle normali attività alberghiere e ristorative, si aggiungono quelle derivanti dal turismo culturale-archeologico e naturalistico.
Dal 2008 al 2017 la città è stata insignita della Bandiera Blu limitatamente alle spiagge ubicate nel Parco naturale della Sterpaia, sulla costa est del territorio comunale.

## Infrastrutture e trasporti

### Strade
- SS1 Via Aurelia (Vecchia Aurelia a 2 corsie e Superstrada a 4 corsie) collegata all'abitato mediante 3 tracciati:
- Strada Provinciale 23 Della Principessa (da nord, 2 corsie)
- Strada statale 398 Via Val di Cornia (da est. Asse viario principale, parzialmente a 4 corsie in attesa di completamento)
- Via della Base Geodetica (da sud, 2 corsie)

### Ferrovie
A Piombino passa la ferrovia Campiglia Marittima-Piombino Marittima. In totale la città è servita da ben 4 stazioni aperte al traffico passeggeri oltre a 2 destinate al traffico merci, nel dettaglio:
- Stazione di Piombino
- Stazione di Piombino Marittima
- Stazione di Populonia
- Ex Stazione di Fiorentina di Piombino
- Stazione di Portovecchio di Piombino (solo traffico merci)
- Stazione di Vignale-Riotorto sulla ferrovia Tirrenica.

### Porti

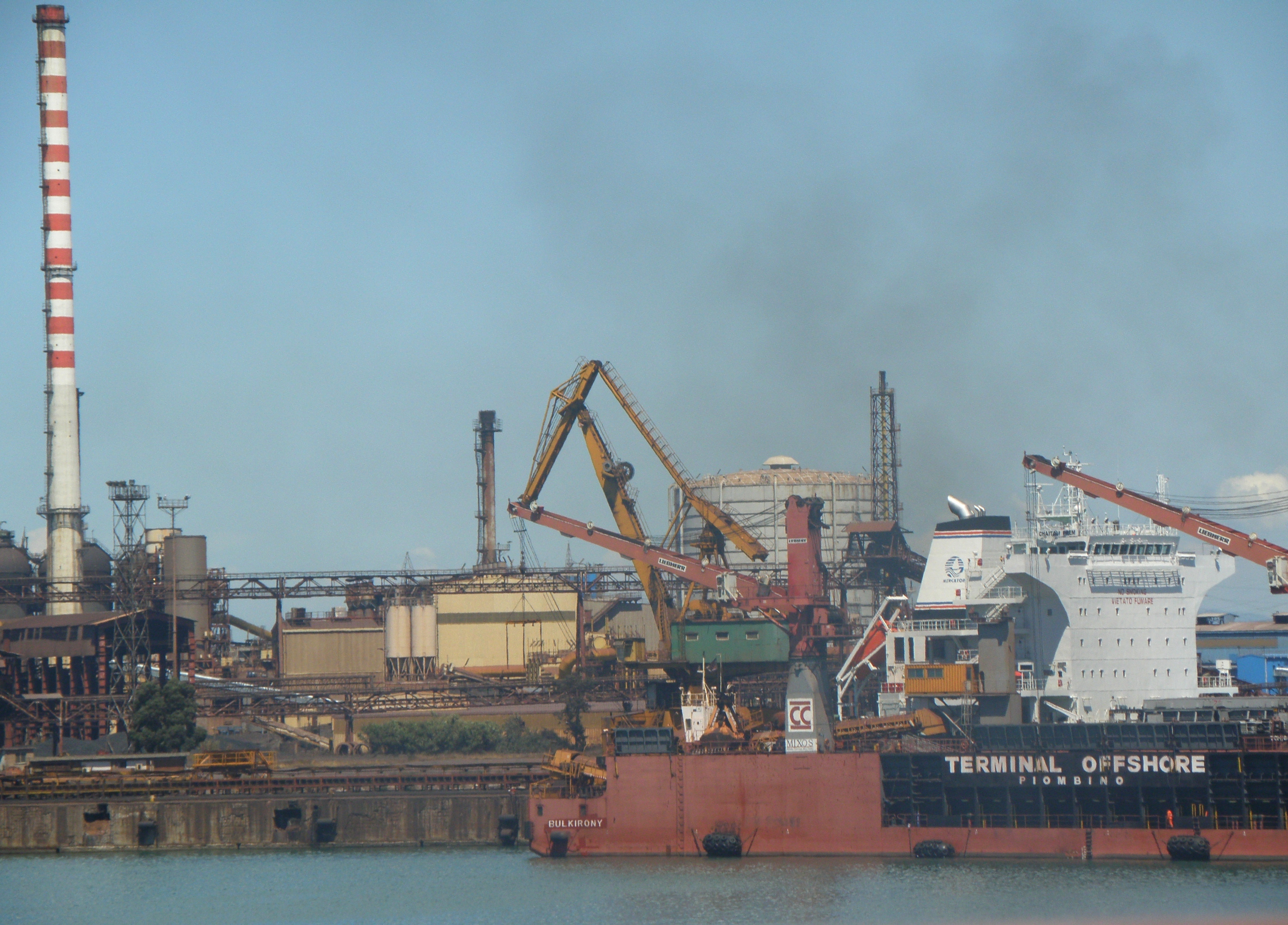
Il porto industriale

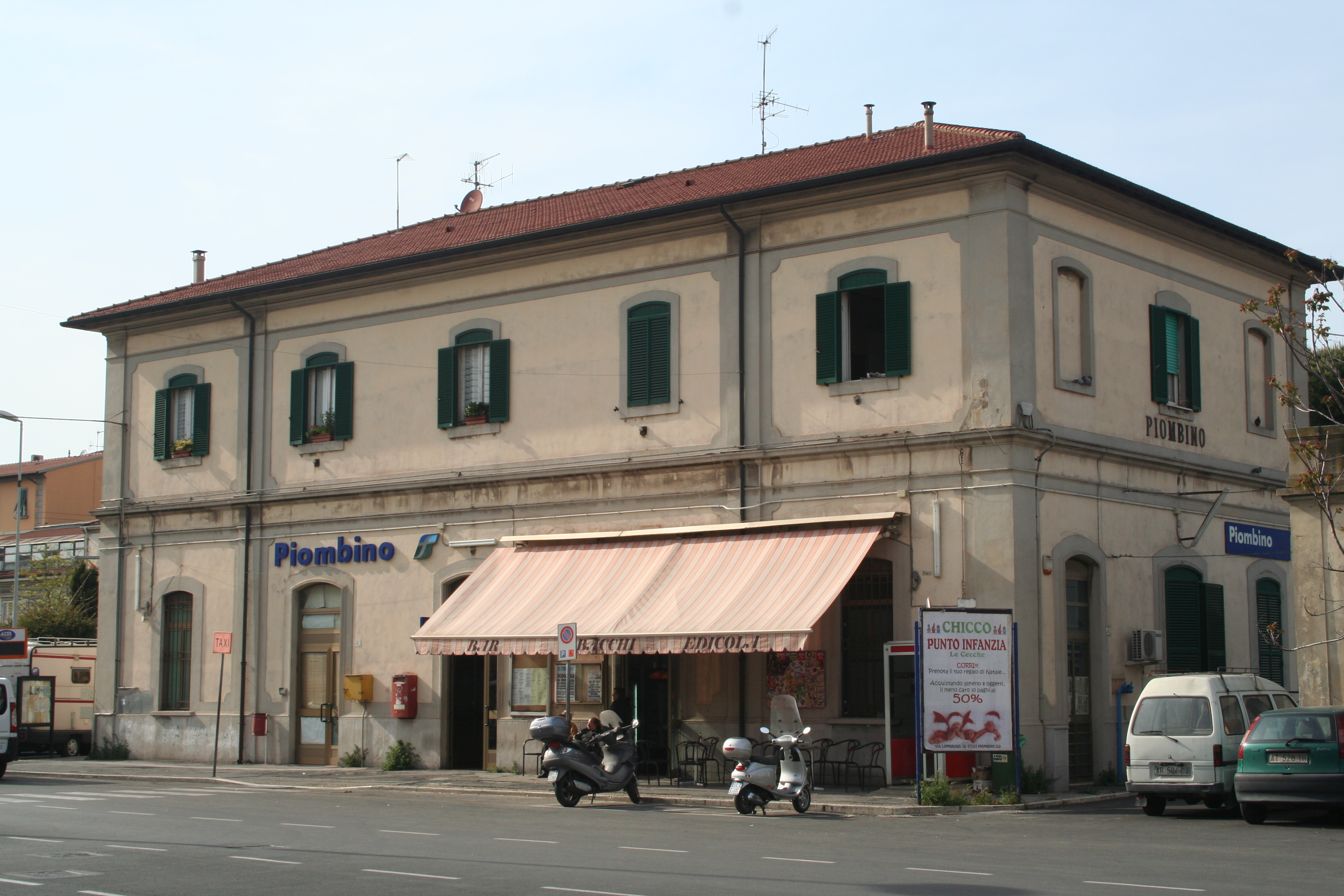
Stazione di Piombino in piazza Niccolini

Piombino dispone di una vasta gamma di porti e approdi:
- Porto di Piombino: è il terzo porto italiano per traffico passeggeri (dati 2016). Consente i collegamenti tramite traghetto verso l'isola d'Elba, la Sardegna, la Corsica e Pianosa.
- Porto di Marina di Salivoli
- Porto Antico di Piombino (centro storico)
- Porto turistico di Baratti.

- Porto turistico delle Terre Rosse
- Porto turistico di Carbonifera

### Mobilità urbana
I trasporti urbani e interurbani di Piombino vengono svolti con autoservizi dall'azienda Autolinee Toscane.

## Amministrazione
I sindaci della città dal 1944 ad oggi sono i seguenti:
| Periodo          | Periodo          | Primo cittadino       | Partito                                                       | Carica              | Note          |
| ---------------- | ---------------- | --------------------- | ------------------------------------------------------------- | ------------------- | ------------- |
| 25 luglio 1944   | 8 aprile 1946    | Luigi Terrosi Vagnoli |                                                               | Sindaco             | [ 45 ]        |
| 8 aprile 1946    | 17 marzo 1951    | Luciano Villani       | Partito Comunista Italiano                                    | Sindaco             |               |
| 17 marzo 1951    | 10 giugno 1951   | Liberto Londi         | Partito Comunista Italiano                                    | Sindaco pro tempore |               |
| 10 giugno 1951   | 27 novembre 1960 | Ivo Mancini           | Partito Comunista Italiano                                    | Sindaco             |               |
| 27 novembre 1960 | 19 dicembre 1970 | Rodolfo Giovannelli   | Partito Comunista Italiano                                    | Sindaco             |               |
| 19 dicembre 1970 | 7 maggio 1976    | Rolando Tamburini     | Partito Comunista Italiano                                    | Sindaco             |               |
| 7 maggio 1976    | 12 maggio 1983   | Enzo Polidori         | Partito Comunista Italiano                                    | Sindaco             |               |
| 12 maggio 1983   | 15 giugno 1990   | Paolo Benesperi       | Partito Comunista Italiano                                    | Sindaco             |               |
| 15 giugno 1990   | 22 aprile 1995   | Fabio Baldassarri     | Partito Comunista Italiano Partito Democratico della Sinistra | Sindaco             |               |
| 23 aprile 1995   | 12 giugno 2004   | Luciano Guerrieri     | Partito Democratico della Sinistra Democratici di Sinistra    | Sindaco             | [ 46 ] [ 47 ] |
| 13 giugno 2004   | 24 maggio 2014   | Gianni Anselmi        | Democratici di Sinistra Partito Democratico                   | Sindaco             | [ 48 ] [ 49 ] |
| 25 maggio 2014   | 8 giugno 2019    | Massimo Giuliani      | Partito Democratico                                           | Sindaco             | [ 50 ]        |
| 9 giugno 2019    | in carica        | Francesco Ferrari     | Fratelli d'Italia                                             | Sindaco             | [ 52 ]        |

### Gemellaggi
- Flémalle, dal 1971[53]

## Sport
Calcio
- Atletico Piombino S.S.D
- A.S.D. Salivoli - Seconda categoria
- A.S.D. Riotorto Calcio - Seconda categoria

Pallavolo
- Volley Piombino
- Volley Riotorto

Tennis
A Piombino sono presenti quattro circoli di tennis:
- Impianto Tennistico Comunale (Associazione Tennistica Piombinese)
- Impianto Tennistico Ex Circolo ILVA
- Impianto Tennistico "La Magona d'Italia"
- Impianto Tennistico Riotorto

Nel mese di Settembre in città viene svolto il torneo future "Città di Piombino".
Rugby
L'Etruria Rugby Piombino, Fondata nel 1969, milita in serie C.
Basket
- Basket Golfo Piombino militante nel campionato di serie B Nazionale;
- Pallacanestro Piombino, fondata nel 1985 e organizzatrice ormai da 32 anni del torneo giovanile denominato "coppa carnevale" vera e propria vetrina internazionale di basket giovanile.

Nuoto e Pallanuoto
- Società Sortiva Nuoto Piombino.

A Piombino si svolgono due manifestazioni estive:
- la Maratona degli Etruschi che si svolge negli specchi acquei dinanzi alle coste urbane
- il Trofeo Golfo di Baratti con un percorso nella baia dinanzi alla necropoli Etrusca.

La città di Piombino è stata sede dei Campionati europei di nuoto di fondo 2012, svoltisi dal 12 al 16 settembre 2012. La località fu scelta nella riunione del bureau della LEN tenutasi a Stettino nel dicembre 2011. Le gare si sono disputate nel tratto di mar Tirreno prospiciente a piazza Bovio, con arrivo e partenza nella stessa, che è stata anche sede della cerimonia di apertura.
Karate
- A.S.D. Sakura Piombino

Ciclismo
Piombino è stata sede della partenza della 5ª tappa del Giro d'Italia 2011 con arrivo a Orvieto.
Scherma
Ha luogo nel comune la Coppa Perone, campionato regionale di scherma giovanile.
Vela
Sono diverse le gare veliche che nel corso dell'anno vengono organizzate a Piombino. Al porto di Marina di Salivoli si trova lo Y.C.M.S che comprende una scuola di vela e organizza campionati di vela di altura. A Baratti è presente una sede della Lega navale italiana.
Scacchi

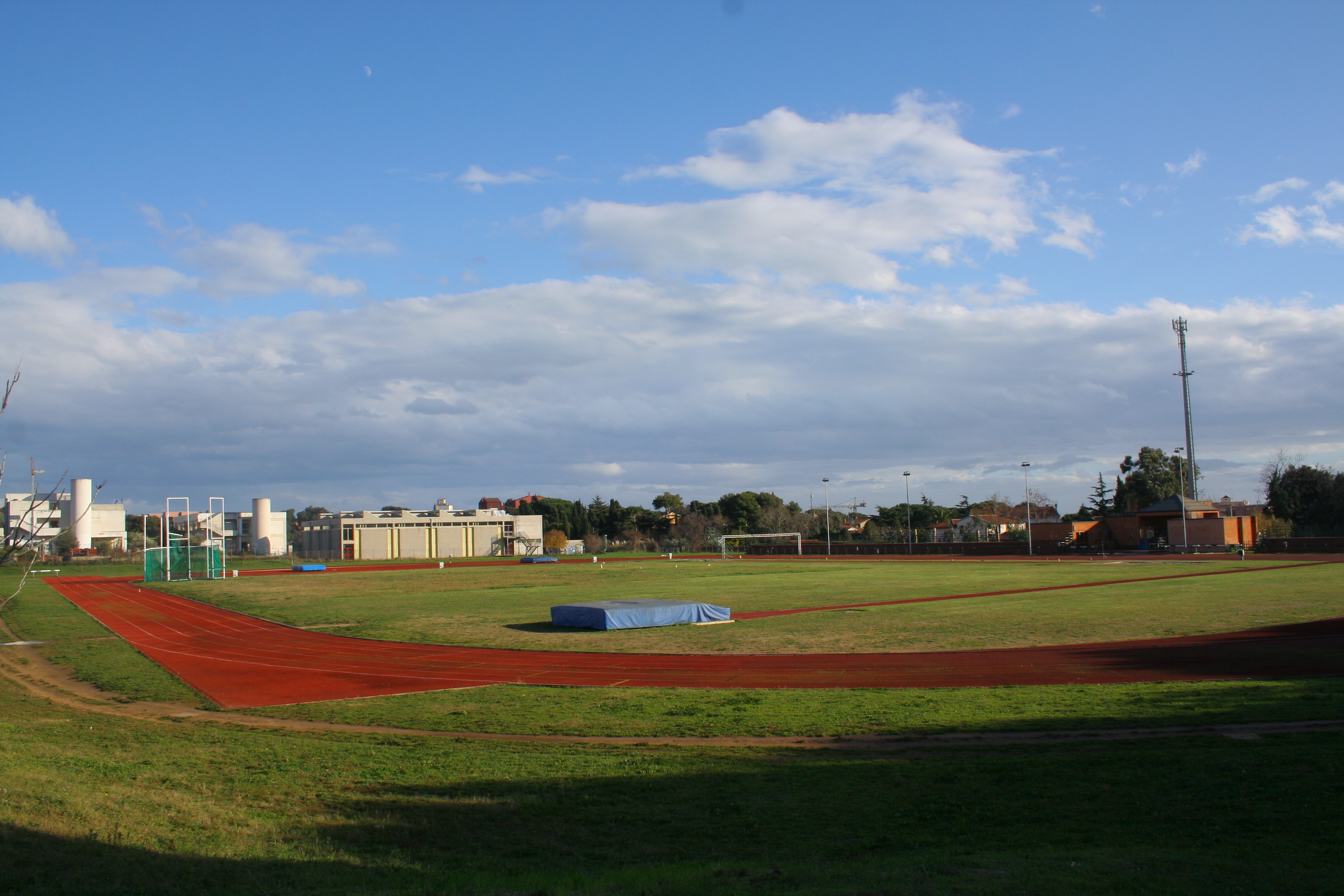
Campo d'atletica Luciano Simeone

Il Circolo Piombinese Dama e Scacchi è stato campione italiano assoluto UISP nel 1990.

### Impianti sportivi

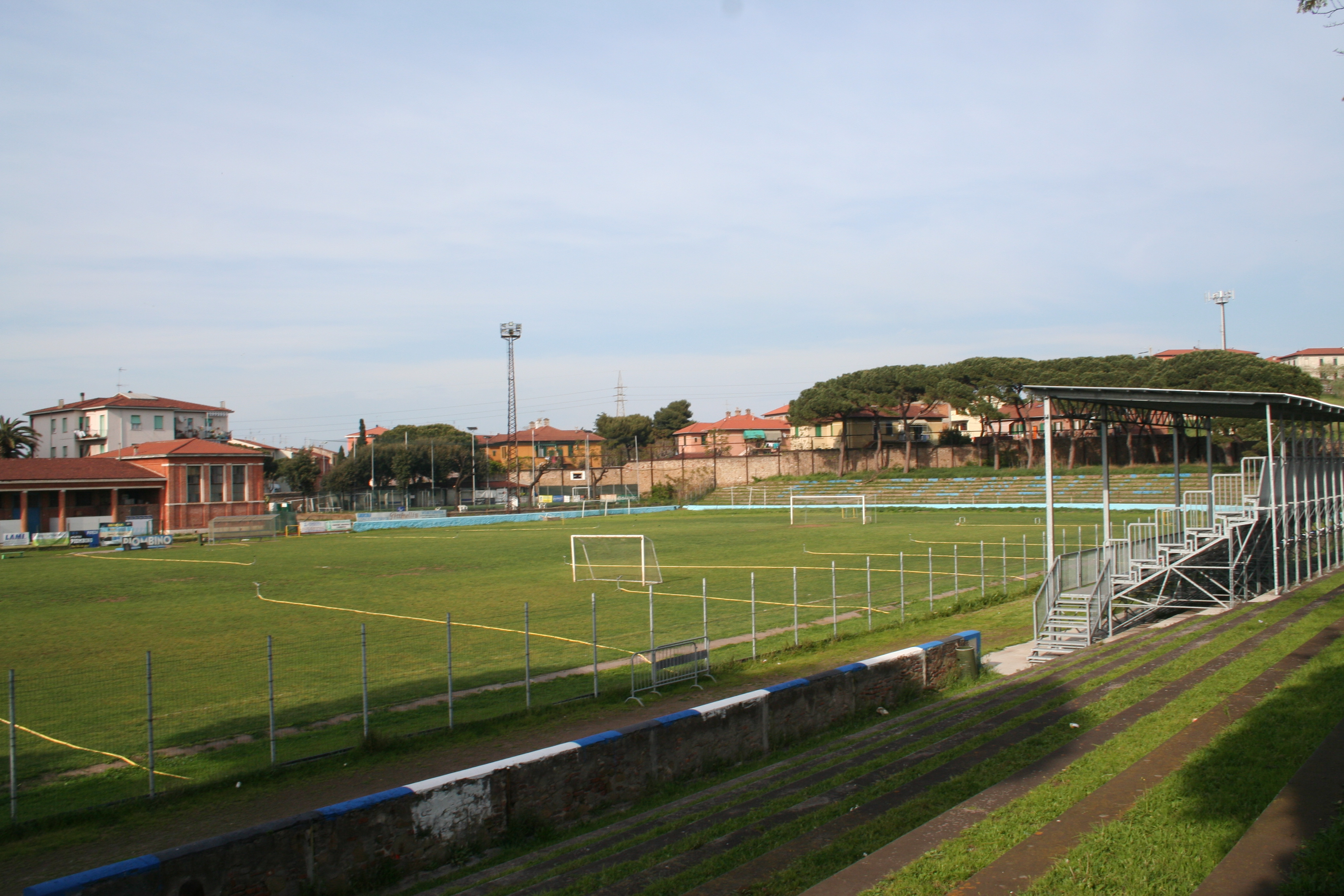
Lo Stadio Magona d'Italia

Di seguito sono elencati i principali impianti sportivi della città:
- Stadio Magona d'Italia, sede degli incontri casalinghi dell'Atletico Piombino, edificato negli anni Trenta per volere dell'Azienda siderurgica piombinese La Magona d'Italia, disponeva in origine di una tribuna coperta, una gradinata (sul lato opposto) e una curva (definita Curva Tolla per la locazione sotto l'omonimo rione). L'impianto poteva contenere circa 12 000 spettatori. Con il passare degli anni, il tempo, l'oblio, la trascuratezza e soprattutto lo spegnersi della passione piombinese verso la propria squadra di calcio (che dagli anni '70 si era indirizzata verso un lungo e inesorabile declino) hanno fatto sì che le condizioni strutturali del glorioso "Magona" si facessero sempre più fatiscenti tanto da portare alla demolizione per inagibilità della tribuna coperta e alla chiusura della curva, quest'ultima riaperta nella stagione 2014-2015;
- Campo sportivo comunale R. Marianelli (calcio);
- Campo sportivo comunale Tre Pini (calcio);
- Campo sportivo comunale Fiorentina (calcio) - CHIUSO,
- Campo sportivo comunale di Montemazzano (Calcio);
- Campo Giuseppe Venturelli (rugby);
- Campo di atletica leggera Luciano Simeone;
- Palasport Tenda (basket);
- Palazzetto Mario Falci (pallavolo);
- Palazzetto Mecatti Riotorto (pallavolo);
- Piscina comunale Marchino Balestri.